# Лінійні кораблі класу «Нельсон»
Лінійні кораблі типу «Нельсон» — тип лінкорів Королівського військово-морського флоту Великої Британії часів Другої світової війни. Всього для британського флоту побудовано 2 кораблі цього типу і їх названо на честь знаменитих адміралів минулого — «Нельсон» (англ. Nelson) та «Родні» (англ. Rodney).
«Нельсони» стали першими «вашингтонськими лінкорами». Відповідно до Вашингтонської морської угоди Велика Британія отримала право побудувати два лінкори з гарматами калібром до 406-мм і стандартною водотоннажністю до 35 560 т. Формально «Нельсон» і «Родні» були 23-вузловою версією лінійних крейсерів типу «G-3», від будівництва яких Велика Британія відмовилася за вищезгаданою угодою.
Лінкори отримали максимально можливе озброєння, яке дозволяла угода — дев'ять нових 406-мм гармат. Для гармат обрали непритаманну британському флоту концепцію «легкий снаряд — висока початкова швидкість». Надалі концепцію визнали помилковою, оскільки спричинила підвищене зношування ствола та погіршення точності стрільби. Кораблі проєктували з урахуванням досвіду Першої світової війни. Вперше для британських дредноутів їхнє бронювання виконали за схемою «усе або нічого». Нові лінкори отримали добре захищену цитадель, але за її межами бронювання було зведено до мінімуму. Критикувалася відсутність бронювання в носовій частині та недостатнє заглиблення броньового поясу. Проте у рамках відведеного ліміту водотоннажності нові лінкори отримали максимально можливий захист. Конструктивний підводний захист був розроблений з проведенням випробувань на дослідних відсіках і витримував влучання торпеди із зарядом у 340 кг ТНТ.
152-мм гармати середнього калібру не були універсальними. Ще до початку Другої світової війни стало зрозуміло, що шести встановлених 120-мм гармат було недостатньо. Замість необхідних чотирьох зенітних гармат дальньої дії в кожному секторі стрільби на деяких секторах могли вести вогонь лише три й навіть дві гармати. Провести заплановану кардинальну модернізацію із заміною гармат і посиленням бронювання не встигли. За часів війни довелося обмежитися збільшенням кількості зенітної артилерії ближньої дії шляхом встановлення 40-мм і 20-мм зенітних автоматів.
Попри низку недоліків та невелику максимальну швидкість, «Нельсон» і «Родні» вважалися найсильнішими британськими лінкорами періоду Другої світової війни, за сукупністю характеристик перевершуючи пізніші лінкори типу «Кінг Джордж V». У роки війни обидва лінкори брали активну участь у бойових операціях. А «Родні» зіграв вирішальну роль у потопленні німецького лінкора «Бісмарк», який до цього пустив на дно у Данській протоці гордість Королівського флоту — лінійний крейсер «Hood».
Розвиток авіації поставив під питання існування великих артилерійських кораблів. У зв'язку з цим та з огляду на сильну зношеність кораблів, «Нельсон» і «Родні» після закінчення війни були виведені в резерв та списані.

## Історія розробки
Під час Першої світової війни Велика Британія добудувала вже закладені лінкори з 381-мм гарматами типів «Квін Елізабет» і «Рівендж» та не закладала нових. Тим часом за океаном тривало будівництво нових, усе потужніших кораблів. У США побудували лінкори типу «Колорадо» з вісьмома 406-мм гарматами та були закладені лінкори типу «Саут Дакота» з 12-ма 406-мм гарматами та лінійні крейсери типу «Лексінгтон» з вісьмома 406-мм гарматами й 35-вузловою швидкістю ходу. У Японії був побудований лінкор «Наґато» з вісьмома 406-мм гарматами та будувався однотипний до нього «Муцу». Планувалися до спорудження лінкори типів «Тоса», «Киї» та лінійні крейсери типу «Амаґі» усі з десятьма 406-мм гарматами.
Відповіддю Великої Британії стала розробка після закінчення війни проєктів лінійного крейсера «G-3» з 406-мм гарматами та лінкора «N-3» з 457-мм гарматами. Однак ослаблена війною економіка країни не могла витримати нову гонку морських озброєнь. Тому, коли США вирішили скликати конференцію з обмеження морських озброєнь, Велика Британія взяла в ній участь.
Ще до закінчення Вашингтонської конференції стало зрозуміло, що водотоннажність нових лінкорів буде обмежено цифрою у 35 000 довгих тонн (35 560 т). Нові британські проєкти значно перевищували цей ліміт, тому начальнику управління кораблебудування (англ. Director of Naval Construction — DNC) д'Ейнкорту (англ. Eustace Tennyson d'Eyncourt) було доручено розробити проєкти лінійного крейсера з обмеженою водотоннажністю.
| Проєкт                                      | G3                                                       | F2                                           | F3                                       | O3                                                           | P3 і Q3                                                    | O3 modified                                              |
| ------------------------------------------- | -------------------------------------------------------- | -------------------------------------------- | ---------------------------------------- | ------------------------------------------------------------ | ---------------------------------------------------------- | -------------------------------------------------------- |
| Довжина між перпендикулярами, м             | 249,9                                                    | 219,5                                        | 213,4                                    | 204,2                                                        | 204,2                                                      | 201,2                                                    |
| Довжина найбільша, м                        | 260,9                                                    | 231,6                                        | 225,6                                    | 218,5                                                        | 218,5                                                      | 216,4                                                    |
| Ширина, м                                   | 32,3                                                     | 32,3                                         | 32,3                                     | 31,7                                                         | 31,7                                                       | 32,3                                                     |
| Осадка, м                                   | 9,9                                                      | 8,7                                          | 8,7                                      | 9,1                                                          | 9,1                                                        | 9,1                                                      |
| Потужність ЕУ, к.с.                         | 160 000                                                  | 112 000                                      | 96 000                                   | 45 000                                                       | 45 000                                                     | 45 000                                                   |
| Максимальна швидкість, вузли                | 31                                                       | 29,5                                         | 28,5                                     | 23                                                           | 23                                                         | 23                                                       |
| Озброєння                                   | 3×3×406-мм/45 16×152-мм/50 6×1×120-мм 4×10×40-мм ЗА 2 ТА | 3×2×381-мм/50 12×152-мм/50 4 × 10 × 40-мм ЗА | 3 ×3×381-мм/50 8×152-мм/50 4×10×40-мм ЗА | 3×3×406-мм/4 12×152-мм/50 4 ×1×120-мм 4 × 10 × 40-мм ЗА 2 ТА | 3×3×381-мм/50 16×152-мм/50 5×1×120-мм 4×10 × 40-мм ЗА 2 ТА | 3×3×406-мм/45 12×152-мм/50 6×1×120-мм 4×10 40-мм ЗА 2 ТА |
| Літаки                                      | 2                                                        |                                              |                                          |                                                              |                                                            |                                                          |
| Бронювання, мм                              |                                                          |                                              |                                          |                                                              |                                                            |                                                          |
| Пояс біля льохів (кут нахилу)               | 356 (72)                                                 | 330 (72)                                     | 305 (72)                                 | 356 (72)                                                     | 356 (72)                                                   | 356 (72)                                                 |
| Пояс біля МКО                               | 305 (72)                                                 | 305 (72)                                     | 305 (72)                                 | 330 (72)                                                     | 305 (72)                                                   | 330 (72)                                                 |
| Барбетів ГК                                 | 356                                                      | 279                                          | 254                                      | 381                                                          | 381                                                        | 381                                                      |
| Башти ГК лоб/стінка/дах                     | 432/330/203                                              | 406/305/178                                  | 406/305/178                              | 406/305/190                                                  | 406/305/190                                                | 406/279/159                                              |
| Бойова рубка                                | 356                                                      | 305                                          | 229                                      | 381                                                          | 381                                                        | 356                                                      |
| Палуба над льохами                          | 203                                                      | 178                                          | 178                                      | 190                                                          | 190                                                        | 171                                                      |
| Палуба над МКО                              | 102                                                      | 82,5                                         | 82,5                                     | 140                                                          | 140                                                        | 108                                                      |
| Статті вагового навантаження, довгих тонн   |                                                          |                                              |                                          |                                                              |                                                            |                                                          |
| Обладнання                                  | 1000                                                     | 850                                          | 850                                      | 1000                                                         | 1050                                                       | 1050                                                     |
| Корпус                                      | 18 600                                                   | 13 500                                       | 13 500                                   | 13 400                                                       | 13 400                                                     | 14 150                                                   |
| ЕУ                                          | 6000                                                     | 4660                                         | 4100                                     | 2600                                                         | 2600                                                       | 2600                                                     |
| Бронювання                                  | 14 440                                                   | 10 210                                       | 9970                                     | 11 100                                                       | 11 400                                                     | 10 250                                                   |
| Озброєння                                   | 7160                                                     | 4600                                         | 5400                                     | 6900                                                         | 6550                                                       | 6950                                                     |
| Паливо                                      | 1200                                                     | 1000                                         | 1000                                     | 0                                                            | 0                                                          | 0                                                        |
| Запас водотоннажності                       | 0                                                        | 180                                          | 180                                      | 0                                                            | 0                                                          | 0                                                        |
| Разом проєктна (стандартна) водотоннажність | 48 400                                                   | 35 000                                       | 35 000                                   | 35 000                                                       | 35 000                                                     | 35 000                                                   |

30 листопада 1921 року Раді Адміралтейства були представлені два проєкти — «F-2» і «F-3». Обидва проєкти передбачали озброєння 381-мм гарматами з розташуванням трьох башт у носовій частині. У проєкті «F-2» башти були двогарматними, у проєкті «F-3» — тригарматними. Порівняно з проєктом «G-3» бронювання було послаблене, особливо в проєкті «F-3». При цьому 29 листопада 1921 року провели дослідні стрільби, які показали, що проти сучасних снарядів недостатнім є навіть палубний захист за проєктом «G-3».
|                                                            |
| Ескізне проєктування лінкорів типу «Нельсон». Проєкт «O-3» |

|                                                                         |
| Ескізне проєктування лінкорів типу «Нельсон». Проєкт «O-3», варіант № 2 |

|                                                                    |
| Ескізне проєктування лінкорів типу «Нельсон». Проєкт «O-3 modifed» |

|                                                            |
| Ескізне проєктування лінкорів типу «Нельсон». Проєкт «Q-3» |

У проєкті «F-3» швидкість знизили з 30 до 29 вузлів. Головний будівельник флоту вважав, що якщо адміралтейство наполягатиме на 30-вузловій швидкості, доведеться допустити роботу котлів у форсованому режимі і встановити за прикладом «Корейджес» механізми полегшеної крейсерської конструкції.
В цілому проєкти викликали масу нарікань. До того ж за результатами Вашингтонської конференції Японія і США відмовлялися від будівництва нових лінкорів, залишаючи в строю лінкори типів «Наґато» і «Колорадо» відповідно. А Велика Британія отримувала право побудувати два лінкори в 35 000 т з гарматами калібру не більшого за 406 мм. Тому адміралтейство вирішило обмежитися будівництвом лінкорів з 23-вузловою швидкістю, але з максимально дозволеними 406-мм гарматами. Начальник управління кораблебудування 17 грудня 1921 року видав корабельному інженеру Етвуду завдання на розробку проєктів з наступними вимогами:
- Водотоннажність 35 000 довгих тонн відповідно до Вашингтонської угоди;
- Головний калібр — дев'ять 406-мм гармат. Допоміжна артилерія не задавалася, але вважалося достатнім дванадцять 152-мм гармат і чотири 120-мм зенітки.
- Броньовий пояс у зоні льохів повинен мати товщину 356 мм, у районі машинної установки — 330 мм. Барбет і бойова рубка — 381 мм, димоходи 254 мм. Палуба над льохами 203 мм, над механізмами — 102—127 мм.
- Підводний захист повинен витримувати влучання торпеди із зарядом у 340 кг ТНТ;
- Силова установка потужністю 46 000 к.с. При цьому голова інженерного департаменту наполягав, що кількість котлів повинна бути не меншою від восьми.
- Кількість електрогенераторів може бути обмежена шістьма, якщо з розміщенням восьми будуть проблеми.
- Основна вимога — витримати обмеження водотоннажності, тому заради цієї мети все інше повинно бути максимально обмеженим.

19 грудня 1921 року головному кораблебудівнику представили два ескізні проєкти. Перший відповідав усім вимогам, але його водотоннажність сягала 35 500 тонн. У другому кількість котлів зменшили до шести, а розташування містків і приладів управління стрільбою змінили в порівнянні з «G-3» та він відповідав рекомендаціям «Комісії по приладах управління стрільбою». Внаслідок цього зменшили довжину цитаделі й так вдалося вписатися в 35 000 тонн. Було запропоновано такі пропозиції щодо економії водотоннажності :
- Перехід на 381-мм 50 каліберні гармати;
- Зменшення товщини палубної броні на 25,4 мм;
- Компонування містка з використанням пропозицій «Комісії по приладах управління стрільбою»;
- Економія ваги силового набору корпусу внаслідок застосування матеріалів з підвищеною міцністю.

Від 381-мм гармат головний кораблебудівник одразу відмовився, тому що перший лорд, з огляду на японський та американські проєкти, наполягав на 406-мм гарматах. Також д'Ейнкорт наполягав на використанні компонування містка за проєктом «G-3», допускаючи незначні зміни. Він погодився на зменшення товщини палубної броні на 12,7 мм. Для прийняття рішення з використанням високоміцної сталі було вирішено провести додаткові дослідження. Надалі використання при будівництві сталі марки D призвело до значної економії ваги.
Додатково д'Ейнкорт запропонував знизити висоту борту, опустивши верхню палубу, при цьому для збільшення жорсткості корпуса слід було докласти зусиль щоб розмістити між верхньою і головною палубами дві проміжні. У носі він запропонував розмістити відсіки, заповнені водою, які за необхідності продувалися стисненим повітрям і створювали додаткову плавучість по краях. Також він вважав, що можна зменшити висоту головного поясу, обмежившись його висотою над конструктивною ватерлінією в 1,53 м, і заглибленням під воду на 0,69 м. Спочатку було висловлено вимогу мати обриси як у «Гуда», але від неї швидко відмовилися.
У січні 1922 був закінчений ескізний проєкт, що отримав позначення «O-3». Як альтернативу підготували проєкти «Р-3» і «Q-3» з 381-мм гарматами. Усі три проєкти розглянув Перший Лорд Адміралтейства після повернення з Вашингтона. «Р-3» і «Q-3» мабуть, він уже серйозно не розглядав, тому що ще до цього палата лордів попередньо схвалила проєкт «O-3». Обговорення цього проєкту і його можливих модифікацій відбулося в січні-лютому 1922 року, і після внесених змін його специфікацію схвалило Адміралтейство 6 лютого, отримавши позначення «O-3 modifed» (проєкт O-3 модифікований).
Після детального опрацювання фінальну специфікацію затвердили 11 вересня 1922 року, а 16 жовтня того ж року і будівельні креслення. Проєкт зазнав незначних змін — осадка зменшилася до 10,68 м, запас нафти скоротився до 4000 т, а штатний екіпаж до 1560 осіб.
16 жовтня було оголошено тендер на будівництво, а 11 листопада оголошені переможці. Замовлення видали фірмам «Cammell Laird» (кошторис 1 479 000 фунтів стерлінгів) і «Armstrong Whitworth» (ті ж 1 479 000 £). Обидва кораблі були закладені 28 грудня 1922 року, хоча офіційні замовлення видали лише 1 січня 1923 року.

## Конструкція

### Корпус
| Статті вагового навантаження за проєктом, дов. тонн | стандартна водотоннажність | стандартна водотоннажність | нормальна водотоннажність | повна водотоннажність      | повна водотоннажність | найбільша водотоннажність | найбільша вод. із заповненою системою КПЗ |
| Статті вагового навантаження за проєктом, дов. тонн | за детальними розрахунками | по специфікації            | нормальна водотоннажність | за детальними розрахунками | по специфікації       | найбільша водотоннажність | найбільша вод. із заповненою системою КПЗ |
| --------------------------------------------------- | -------------------------- | -------------------------- | ------------------------- | -------------------------- | --------------------- | ------------------------- | ----------------------------------------- |
| Корпус                                              | 14 248                     | 14 250                     | 14 250                    |                            | 14 250                | 14 250                    | 14 250                                    |
| Обладнання                                          | 1047                       | 1050                       | 930                       |                            | 1050                  | 1050                      | 1050                                      |
| Бронювання                                          | 10 102                     | 10 250                     | 10 250                    |                            | 10 250                | 10 405                    | 10 405                                    |
| Енергетична установка                               | 2508                       | 2550                       | 2550                      |                            | 2550                  | 2550                      | 2550                                      |
| Озброєння                                           | 6869                       | 6900                       | 6900                      |                            | 6900                  | 7374                      | 7374                                      |
| Нафта                                               |                            |                            | 1200                      | 3956                       | 4000                  | 4000                      | 4000                                      |
| Резервний запас води                                |                            |                            |                           | 246                        | 245                   | 245                       | 245                                       |
| Баласт у камерах КПЗ                                |                            |                            |                           |                            |                       |                           | 2870                                      |
| УСЬОГО, дов. тонн                                   | 34 774                     | 35 000                     | 36 080                    |                            | 39 245                | 39 874                    | 42 744                                    |
| УСЬОГО, т                                           | 35 330,4                   | 35 560,0                   | 36 657,3                  |                            | 39 872,9              | 40 512,0                  | 43 427,9                                  |

Загальна компоновка корабля мала на меті сконцентрувати усі життєво важливі механізми та озброєння на якомога меншій довжині, забезпечивши їх максимальним захистом. Усі три башти головного калібру були розміщені перед надбудовою, при цьому третя башта була розташована приблизно посередині довжини корабля. Башти середнього калібру розташовувалися в кормі і були зведені у дві групи — по три башти з кожного борту, середня — з підвищенням над іншими.
Всі містки були зведені в башто-подібну надбудову. Першопричиною такого рішення було бажання отримати стійку основу для артилерійських командно-далекомірних постів. Це також дозволило добре захистити самі містки від негоди й забезпечити комфорт для роботи екіпажу. Таку надбудову визнали вдалим рішенням і застосовували потім як на нових британських лінкорах, так і при модернізації старих. Центральний пост управління кораблем перебував під броньовою палубою між льохами й машинним відділенням. Там розміщувався і центральний артилерійський пост. Вони були пов'язані з бойовою рубкою комунікаційною трубою. Крім них тут розташовувалися пост тактичного відображення інформації, телефонний комутатор, радіостанція та приміщення гірокомпаса. Всі ці приміщення були газонепроникними.
Попри незвичайний зовнішній вигляд, конструкція нових лінкорів відрізнялася простотою та раціональністю. Корпус був гладкопалубним, з практично вертикальними (без завалів) бортами. Уздовж всього корпусу проходили верхня, головна і середня (броньова) палуби. Нижня та вантажна (або палуба платформи) переривалися в районі льохів і котельно-машинних відділень. Корпус нижче від броньової палуби ділився 22-ма водонепроникними перегородками.
До складу шлюпок на початку експлуатації входили два 15,2-м моторних напів-баркаси, один 10,7-м моторний напів-баркас, два 13,7-м моторних катери, два 9,8-м вітрильних катери, два 8,2-м вельботи, одна 9,1-м гічка, два 4,9-м ялики. При перебуванні на борту адмірала зі штабом додатково приймалися одна 9,1-м гічка, адміральський катер і 4,1-м бальсовий пліт.
Екіпаж у 1927 році складав 1314 осіб, при використанні корабля як флагманського зі штабом — 1361 осіб.
Остійність
Одним із побічних ефектів застосування системи захисту «все або нічого» стало збільшення остійності. При розрахунку необхідного запасу остійності враховувалися наслідки пошкоджень при бойовій водотоннажності (найбільша осадка, корабель повністю споряджений, камери розсіювання підводного захисту заповнені рідиною) і полегшеному бойовому стані (запас палива і води для котлів 50 %, запаси 50 %, камери розсіювання заповнені. У обох випадках приймалося, що ніс та корма можуть бути пошкоджені та заповнені водою вище від проміжної палуби, також заповнені відсіки вище від середньої палуби в районі броньової цитаделі, відсіки підводного захисту неушкоджені. В обох випадках остійність була позитивною, але перебувала «на межі».
В результаті «Нельсон» і «Родні» отримали найбільшу метацентричну висоту з усіх британських лінкорів. Це стало причиною появи стрімкої бортової хитавиці з малим періодом. Своєю чергою це негативно впливало на прилади керування вогнем і потребувало додаткових заходів щодо їхнього доопрацювання та стабілізації візирів.
Морехідні властивості
Кораблі мали відносно невеликий діаметр тактичної циркуляції — 613 м на повному ходу. При безвітрі й на задніх ходах корабель керувався краще, ніж лінійні кораблі типу «Квін Елізабет». Однак через велику парусність корпусу і надбудови, під впливом вітру на малих ходах «Нельсон» легко збивався з курсу. Крім того, зазначалося повільне реагування на перекладку керма. Один з його командирів доповідав, що при сильному вітрі корабель неможливо утримати під контролем на швидкості меншій за 10 вузлів.
Засоби зв'язку та сигналізації
Основні приміщення для радіозв'язку мали розташування нижче від броньової палуби. Головна радіорубка була розміщена на проміжній палубі безпосередньо під грот-щоглою. Провід від головного передавача йшов до поста позаду грот-щогли, потім вгору на 15,24 м до реї на грот-брам-стеньзі, звідки до двох розпірок на платформі управління артилерійським зенітним озброєнням (УАЗО). Було також декілька приймальних антен та між кріпленням грот-щогли та зіркоподібним марсом ще одна малопотужна антена. Друга радіорубка розташовувалась на спардеку під кормовим постом управління стрільбою. Від цієї рубки відходили два дроти. Один йшов до грот-брам-стеньги і був передавальною антеною. Другий йшов до марса і був резервною малопотужною антеною. Нижче від бойової рубки на проміжній палубі розміщувалася радіорубка тактичного управління. Від неї відходили три дроти по лівому борту та один по правому. Чотири антени були розтягнуті від верхнього містка до поста управління зенітним вогнем.
На даху зенітного обчислювального поста була встановлена радіостанція «типу 71», що входила в систему управління стрільбою. Вона мала одну вертикальну й одну горизонтальну передавальні антени. Чотири приймальних антени «типу 71» були розташовані на платформах 914-мм прожекторів, на димоході та грот-щоглі. Середньохвильова пеленгаторна антена встановлювалась між трубою і містком. Устрій прапорцевої сигналізації був типовим для британського флоту. Головний сигнальний пост розташовувався біля основи грот-щогли. Головна сигнальна рея розміщувалась під зіркоподібним марсом. Пост передачі сигналів також розташовувався біля основи грот-щогли на спардеку.
На платформах з боків димової труби й на грот-щоглі були встановлені чотири бойові 914-мм прожектори. Нижче від прожекторних майданчиків були чотири пости для індивідуального керування прожекторами та їхнього обслуговування. На містку було розміщено шість сигнальних 457-мм прожекторів. Крім того, на платформі керування артилерійською зброєю були дві сигнальні лампи «Алдіс».
Економія ваги при будівництві
При будівництві вдалося добитися значної економії ваги переважно шляхом широкого застосування нової високоміцної сталі — так званої «сталі D» (англ. D-steel). Її міцність на розрив дорівнювала 5,82—6,93 т/см² проти 4,09 — 4,72 т/см² у звичайної суднобудівної сталі. Завдяки цьому при будівництві корпуса можна було використовувати прокат меншої товщини, і, отже, меншої ваги. Для «Нельсона» економія від проєктної водотоннажності становила близько 2000 т, а для «Родні» — 1600 т. Коли в січні 1926 року оціночно було визначено, що стандартна водотоннажність буде становити 33 000 дов. тонн, було вирішено внести в конструкцію ряд змін. Так, запас снарядів головного калібру був збільшений з 95 до 100 снарядів на ствол. При цьому розширення льохів відбулося шляхом зменшення розмірів льохів 152-мм і зенітних гармат. За даними кренування 19 березня 1927 року, оцінка водотоннажності «Нельсона» становила 33 313 дов. тонн. Це дозволило замінити одноствольні зенітки на чотири установки «Пом-пом» і встановити два літаки зі спорядженням. Водотоннажність при цьому повинна було сягнути 33 413 дов. т. В опублікованих даних стандартна водотоннажність «Нельсона» була 33 500 дов. т, а в «Родні» — 33 900 дов. т.
| Статті вагового навантаження, дов. тонн | За проєктом, 1923 | «Нельсон», 1927 | «Родні», 1927 |
| --------------------------------------- | ----------------- | --------------- | ------------- |
| Корпус                                  | 14 248            | 13 073          | 13 167        |
| Обладнання                              | 1047              | 1172            | 1172          |
| Бронювання                              | 10102             | 9528            | 9638          |
| Енергетична установка                   | 2508              | 2500            | 2500          |
| Озброєння                               | 6869              | 7308            | 7308          |
| Всього, дов. т.                         | 34 774            | 33 581          | 33 785        |
| Всього, т                               | 35 330,4          | 34 118,3        | 34 325,6      |

### Бронювання
|  |

На відміну від усіх попередніх британських лінкорів, на нових лінійних кораблях застосували схему захисту «все або нічого». За межами могутньої броньової цитаделі бронювання було зведене до мінімуму. 1922 року на дредноуті «Сьюперб» випробували бронювання, прийняте для проєкту «О-3». Тестові стрільби показали, що на передбачуваних дистанціях артилерійського бою 172 мм палубна і 356-мм вертикальна броня забезпечують захист від 406-мм снаряда. Щобільше, у більшості випадків вважали достатніми товщини 108-мм палуби та 330-мм поясу. Через таку перепону снаряд проникнути в цілому вигляді з подальшим підривом у глибині корпусу не міг. Підрив повинен був пройти або при пробитті броні, або відразу після проникнення всередину. Для оцінки наслідків такого пробиття підірвали снаряд позаду бортової броні. Оцінка отриманих результатів цілком задовольнила Адміралтейство, і така схема бронювання для цього ліміту водотоннажності була визнана найкращою з усіх можливих.
Завдяки оригінальному компонуванню було значно скорочено протяжність важкого броньового поясу і горизонтального захисту. Також артилерійські льохи розміщувалися в найширшому місці корабля, що забезпечувало надійніший конструктивний підводний захист.
|  |  |  |  |  |  |

Головний броньовий пояс був внутрішнім і встановлювався під кутом 18° до вертикалі. Пояс розташовувався приблизно посередині між зовнішньою обшивкою і протиторпедною перебіркою (ПТП). Вважалося, що таке розташування дозволить тиску при розриві снаряда поширюватися у відсіки між бронею і бортом. Порівняно з розташуванням поясу по ПТП, на більшій відстані від борта, ця схема вважалася кращою, тому що при необхідній глибині протиторпедного захисту, вона дозволяла зберегти ширину цитаделі, необхідну для бойової остійності. Але у цієї схеми були й недоліки: оскільки плити поясу не спиралися на конструкцію силового набору корпусу, для їхнього кріплення був потрібний власний фундамент.
Пояс набирався з плит заввишки 3,96 м. Він проходив від носової кромки барбета башти «А» до кормової перебірки льоху 152-мм гармат. У районі льоху головного калібру і центрального поста товщина плит становила 356 мм. Далі в корму йшли плити 330-мм товщини. Пояс укладався на 12,7 мм обшивку із суднобудівної сталі. Його плити виготовлялися якомога більшої ширини та з'єднувалися між собою спеціальними шпонками. Верхній край поясу спирався на головну бронепалубу, а нижній край спирався на литий U-подібний фундамент з броньованої сталі. Фундамент розташовувався на скосі палуби, що спирався на протиторпедну перебірку.
По верхній кромці поясу, на рівні головної палуби, проходила броньова палуба. У районі льохів головного і допоміжного калібру вона набиралася з плит завтовшки 159 мм на підкладці з 12,7 мм сталі. Над котельними та машинними відділеннями вона набиралася з плит завтовшки 92 мм на підкладці з 12,7 мм сталі.
У носовій частині пояс замикався траверсом завтовшки 305-мм. На рівні нижньої палуби в ніс йшла коротка 0,9-м горизонтальна полиця завтовшки 178 мм, і далі на один міжпалубний простір проходив траверс завтовшки 203 мм, що прикривав носовий погріб головного калібру. Решта носової частини була без бронювання.
У кормі головний пояс замикався траверсом завтовшки 254-мм, що розташовувався по висоті між головною і середньою палубою. Далі в корму на рівні середньої палуби йшла палуба зі скосами, яка опускалася до рівня нижньої кромки головного поясу. І горизонтальна частина, і скоси виготовлялися з плит броні 108-мм товщини на підкладці з 12,7-мм сталі. За відсіком кермових машин ця палуба закінчувалася 102-мм траверсом.
Барбети башт головного калібру, як і пояс, кріпилися нижньою частиною на U-подібних фундаментах і мали різну товщину по висоті й секторах. Бічні стінки барбетів мали товщину 381 мм. Ближче до діаметральної площини, у місцях, прикритих надбудовою або іншими барбетами, вони зменшувалися до 330 та 305 мм.
Лобова плита башти головного калібру мала товщину 406 мм. Її ширина становила 8,53 м, а висота — 3,05 м. Гарматні амбразури мали ширину 1,22 м і висоту 2,29 м. Криволінійний перехід до бічних стінок башти виготовлявся з литої броні завтовшки 279 мм. Передня частина бічної стінки башти мала таку ж товщину 279 мм. Задні частини бічних стінок і тильна плита башти мали товщину 229 мм. У тильній плиті башти були розташовані 72 вентиляційні отвори діаметром 114 мм, прикриті зовні легкими захисними козирками з броньованої сталі. Підлога башти за межами барбета підсилювалася плитами 76-мм товщини. Дах башти складався з п'яти плит завтовшки 184 мм, прикріплених до опор болтами.
Башти середньої артилерії і їхні перевантажувальні відділення захищалися листами броні завтовшки 25,4 мм. Бічні стінки бойової рубки мали товщину 356 мм, передня стінка 305 мм, а задня — 254 мм. Дах рубки мав товщину 165 мм, а підлога — 102 мм. Броньовий ковпак над рубкою захищався бронею 76-мм товщини, а його передня стінка мала 127-мм товщину. Комунікаційна труба від рубки до броньової палуби захищалася 152-мм бронею. Димові труби захищалися з боків плитами 229 мм товщини, а їхні передні й задні стінки мали товщину 203—179 мм.
Містки і артилерійські пости захищалися протиосколковими екранами з високоміцної сталі марки D.
Конструктивний підводний захист розроблявся на основі проєкту «G-3» і розраховувався на протистояння торпеді з зарядом бойової частини 340 кг ТНТ. Він складався з двох камер — розширення (інколи вона ж зветься камерою руйнування) і поглинання та протиторпедної перебірки. Протиторпедна перебірка (ПТП) складалася з двох шарів сталі D товщиною по 19 мм. Верхня частина ПТП була на відстані приблизно 3 м від обшивки.
Камера поглинання мала заповнюватися рідиною. Для цього потрібно було прийняти 2870 тонн забортної води, що збільшувало осадку на 0,55 м і зменшувало швидкість на 0,5 вузла. Для економії палива в мирний час ці відсіки залишалися порожніми. У проєкті «G-3» передбачалася система витіснення забортної води з камери руйнування за допомогою системи осушення стисненим повітрям, аналогічної до системи, що застосовувалась на підводних човнах. Але в проєкті «Родні», заради економії ваги, для заповнення камер водою використовувалися звичайні помпи. Вони ж помпували воду в камеру поглинання.
У 1922 році система конструктивного підводного захисту була випробувана на так званому «чатемському плоті». Провели дослід з підводного вибуху еквівалентом 454 кг ТНТ. Зовнішня обшивка відсіку була зруйнована, але протиторпедна перебірка встояла, давши невелике протікання. На підставі цього експерименту зробили висновок, що захист може витримати вибух не лише 340 кг, а й 455 кг ТНТ. За результатами досліду в конструкцію підводного захисту були введені вибухові клапани. У верхній і нижній частинах зовнішньої стінки камери руйнування були вмонтовані клапани круглої форми. Такі ж клапани були вмонтовані у верхній частині камери розширення, що виходить назовні. За задумом під час вибуху через ці клапани повинні були виходити газоподібні продукти вибуху й витіснятися вода, зменшуючи руйнівну дію вибухових газів.
У порівнянні з проєктом «G-3» висота подвійного дна була зменшена з 2,13 до 1,52 м, що послаблювало захист. Але наступні експерименти показали, що такий захист можна було вважати достатнім.

### Озброєння

#### Головний калібр

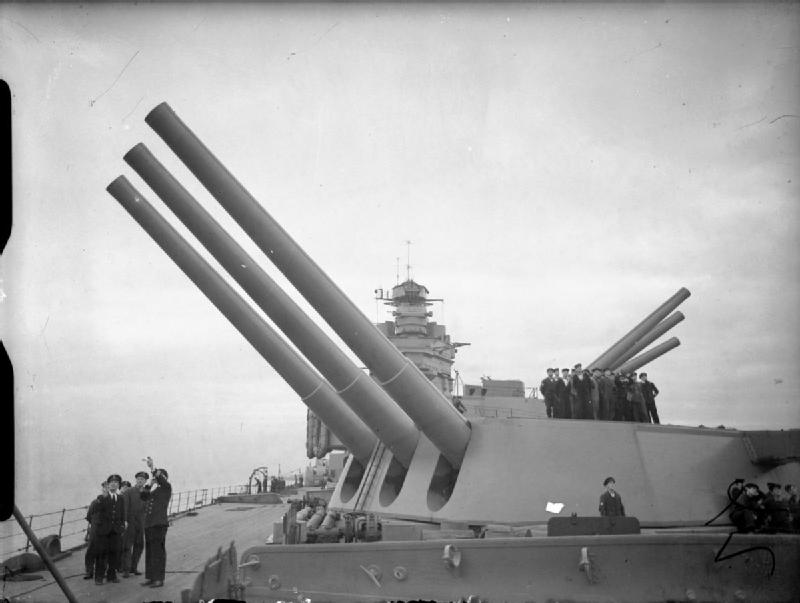
Тригарматна башта з 406-мм гарматами Mk I на лінкорі «Родні»

Лінкори типу «Нельсон» були озброєні дев'ятьма 406-мм 45-каліберними гарматами Mk 1. Гармати замовили у фірми Армстронга ще в 1921 році для лінійних крейсерів «G-3». Спочатку гармати розраховувалися для стрільби снарядами масою 1029 кг з початковою швидкістю в 929 м/с. Для нової гармати британці обрали невластиву їм комбінацію «легкий снаряд / висока швидкість». Ця концепція в період Першої світової війни використовувалася німецькими зброярами. На 343- і 381-мм британських гарматах використовувалася концепція «важкий снаряд / мала швидкість». Після закінчення Першої світової війни розгорілися суперечки про те, чия концепція краща. Провели ряд випробувань, за результатами яких дійшли висновку, що з точки зору бронепробиття легкий і важкий снаряд практично ідентичні. Однак важкий снаряд при влучанні в товсту броню з відхиленням від нормалі часто руйнувався. З цієї причини для нових гармат обрали легкий снаряд, який до того ж мав пологішу, настильну траєкторію.
15 березня 1926 року було проведено випробування першої готової гармати. Для нової гармати з пороховим зарядом 238 кг снаряд мав проєктну початкову швидкість у 929 м/с. Однак з кожним пострілом початкова швидкість снаряда падала на 0,5 м/с, що свідчило про інтенсивне зношування ствола. За розрахунками живучість ствола не перевищила б 180 пострілів. Знос був пов'язаний з биттям короткого снаряду з довгим наконечником у стволі. Проблему спробували вирішити, знизивши масу заряду до 231 кг, змінивши форму і зменшивши об'єм камори, також пізніше було застосовано нову форму нарізів. Внесені зміни дозволили зменшити зношування ствола — падіння початкової швидкості при кожному пострілі зменшилася до 0,35 м/с, розрахункова живучість підвищилася до 200 пострілів.
Гармати розташовувалися в трьох тригарматних баштових установках Mk 1. Всі три башти були встановлені за лінійно-піднесеною схемою в носовій частині корабля. У британському флоті для позначення башт використовувалися латинські літери — перша башта позначалася як «А», друга «В» і третя «Х». Башта «В» була розміщена з піднесенням над іншими баштами головного калібру.
Раніше британський флот використовував двогарматні башти, тому конструктори постали перед труднощами при компонуванні установки та подачі боєзапасу до середньої гармати. Велику увагу приділили захисту башти від пожеж і вибухів та прориву форсу полум'я в підбаштові відділення при влучаннях. У системах подачі боєприпасів було застосовано велику кількість непроникних для полум'я люків та прорізів. Снаряди й заряди подавалися в бойове відділення у вертикальному положенні. У верхній і нижній частинах лінії подачі зарядів кордиту були непроникні для полум'я затвори, а з боків подавальних труб розміщувалися вибухові клапани. Вжиті заходи призвели до того, що більшу частину шляху при подачі заряди були приховані, перебуваючи на відкритому місці лише в перевантажувальному відділенні між льохами та підйомниками й безпосередньо біля гармат.
Полуменево- і водонепроникні квадратні отвори — шлюзи в зарядні льохи розміром 457 × 457 мм мали захист зі сталевих плит. Самі льохи не мали вибухових клапанів, тому що вважалося, що це збільшувало ймовірність прориву форсу полум'я в них. У порівнянні з проєктом башт для «G-3», з метою економії ваги, було зроблено низку наступних змін:
- Як робочу рідину в гідравлічній системі застосовували воду замість оливи, що дозволило використати сталеві труби замість мідних.
- У перевантажувальному відділенні окремі снарядні стелажі замінили на три об'єднані стелажі, у яких снаряди поверталися на 90°. Вважалося, що індивідуальні стелажі заважали безперервності подавання боєзапасу і лише при використанні об'єднаних стелажів всі три гармати могли заряджатися одночасно.
- Замість зарядних стелажів для подачі порохових картузів під поворотною частиною башти були використані ковшеві підйомники. Це, своєю чергою, привело до зростання кількості персоналу, тому що тепер подавання пороху з льохів у перевантажувальні відділення здійснювалося вручну.
- Через те, що на снаряді була збільшена товщина провідних кілець, це призвело до збільшення діаметра усіх зарядних пристроїв.

Заводські випробування пристроїв подавання разом з поворотною частиною башт провести було неможливо, тому всі проблеми були виявлені уже після встановлення їх на кораблі в 1926—1927 роках. Конструкцію було визнано не дуже вдалою, але робити повну її заміну через високі витрати не стали. Ряд труднощів вдалося подолати і теоретично цикл стрільби гармат міг досягати 30 с. На практиці ж він становив 35 секунд при використанні заготовлених боєприпасів і поступово збільшувався до 50 с. При стрільбі повними залпами середня гармата стріляла із затримкою для виключення взаємовпливу дульних газів сусідніх гармат. Це призводило до ще більшого уповільнення заряджання і цикл стрільби збільшувався до 60-65 с.
На одній з нарад начальник управління морських озброєнь заявив, що він вважає за можливе довести скорострільність мінімум до 40 секунд для перших чотирьох пострілів і 45 секунд для наступних. Порівнюючи з 25 секундами для 381-мм башти, це виглядало не дуже вражаюче.
У липні 1927 був виявлений підвищений знос баштових котків на «Родні». При цьому на внутрішньому краї доріжки були виявлені щербини. Причиною вважали збільшення маси башт до 1480 тонн і зростання бічного тиску на погон, особливо в умовах хитавиці. Спочатку обмежили швидкість обертання башти. Але для остаточного розв'язання цієї проблеми в башті був встановлений спеціальний вертикальний погон з котками, що усунув бічні зміщення башти при обертанні. Встановлення додаткових котків проводили з серпня 1928 до жовтня 1929 на обох кораблях.
Практичні стрільби виявили проблему впливу дульних газів. При стрільбі прямо по ходу з башт «А» та «В» пошкоджувалося палубне обладнання, а в підпалубних приміщеннях неможливо було перебувати. При стрільбі з башти «Х» на кормових кутах пошкоджувалася надбудова, а на містках неможливо було перебувати, особливо при стрільбі за великого підвищення стволів гармат. У 1929—1930 роках під час ремонтів були встановлені спеціальні щитки на верхніх та нижніх кромках отворів на надбудові, що зменшило їхні розміри. Додатково на компасному майданчику було встановлено скління. У листопаді 1930 року на випробуваннях при стрільбі скління розлетілося на друзки, але щитки залишилися, мабуть, підтвердивши свою ефективність. Для зменшення впливу дульних газів на містках додатково під кожним отвором змонтували спеціальні сталеві екрани-розсікачі. Але всі ці заходи повністю проблеми не усували і єдиним рішенням стало обмеження секторів стрільби в мирний час.
За проєктом максимальний боєзапас становив на ствол по 95 бронебійних і 10 навчальних снарядів. При введенні в дію він становив 100 бронебійних і 10 навчальних, але в мирний час боєзапас не перевищував 80 снарядів на ствол.

#### Артилерія середнього калібру

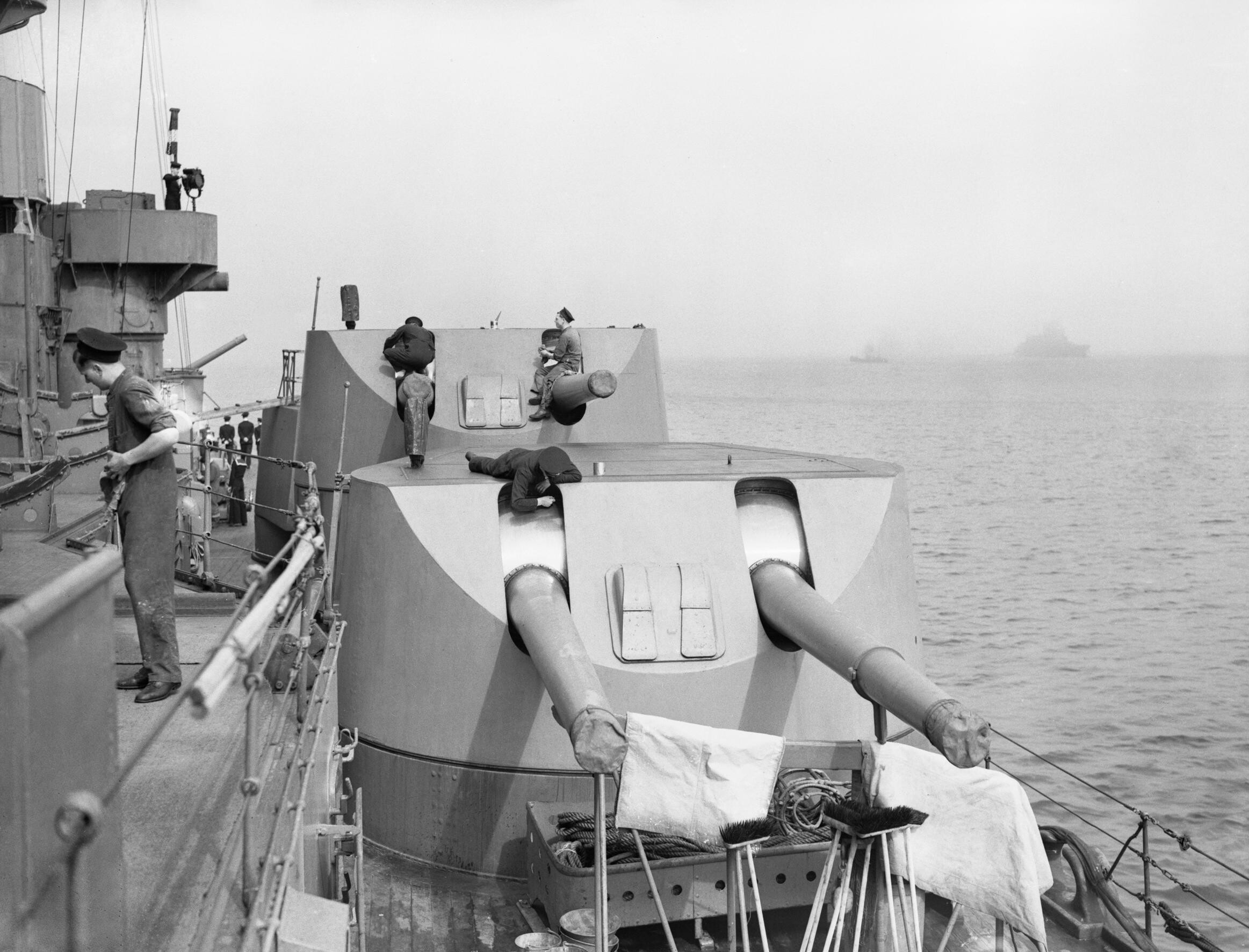
Двогарматна башта з 152-мм гарматами Mk XXII на лінкорі «Родні»

Від проєкту «G-3» нові британські лінкори успадкували і середній калібр з дванадцяти 152-мм 50-каліберних гармат Mk. XXII, розміщених у двогарматних баштах Mk.XVIII. Башти було згруповано по три, по обох бортах у кормовій частині. Таке розташування дозволило прибрати середню артилерію з зони дії дульних газів головного калібру. Але тепер при невдалому збігу обставин всі гармати середнього калібру одного борту могли бути виведені з ладу одним-двома влучаннями.
Заряджання гармат було роздільним. Льохи 152-мм гармат розташовувалися за котельними відділеннями. Перевантажувальні відділення башт розміщувалися на головній палубі, подавання снарядів з льохів здійснювалося штовхаючими підйомниками, а футлярів «Clarkson» з порохом — ланцюговим підйомником типу «нескінченна стрічка».
Прототипом для нових двогарматних башт Mk.XVIII слугували башти Mk.XVII легкого крейсера «Ентерпрайз». Основною відмінністю від прототипу стали протяжніші системи подавання боєприпасів та можливість стрільби при куті піднесення 60° замість 40° у прототипу. Останнє, теоретично, дозволяло використовувати артилерію середнього калібру для стрільби по літаках. Башти «Нельсона» виготовила фірма Армстронга, а башти «Родні» — фірмою «Вікерс».
За проєктом максимальний бойовий запас на ствол становив 168 фугасних і 20 навчальних снарядів, плюс 72 димові загалом на корабель. Максимальний бойовий запас при введенні в дію склав 135 напівбронебійних з наконечником, 15 фугасних і 24 навчальні снаряди, та 72 димові на весь корабель. Звичайний запас у мирний час становив по 100 снарядів на ствол.
Для навчальних стрільб у баштах були встановлені дванадцять 3-фунтових стволів.
| Основні ТТХ гармат лінкорів типу «Нельсон»         | Основні ТТХ гармат лінкорів типу «Нельсон» | Основні ТТХ гармат лінкорів типу «Нельсон» | Основні ТТХ гармат лінкорів типу «Нельсон» | Основні ТТХ гармат лінкорів типу «Нельсон» | Основні ТТХ гармат лінкорів типу «Нельсон» | Основні ТТХ гармат лінкорів типу «Нельсон» | Основні ТТХ гармат лінкорів типу «Нельсон» | Основні ТТХ гармат лінкорів типу «Нельсон» | Основні ТТХ гармат лінкорів типу «Нельсон» |
| Гармата                                            | 16"/45 Mark I                              | 6"/50 BL Mark XXII                         | 4.7"/40 QF Mark VIII                       | Vickers 2-pdr QF Mark II                   | Vickers 2-pdr Mark VIII                    | Vickers 2-pdr Mark VIII                    | 40 mm/56.3 QF Mark I                       | 20 mm/70 Mark I                            | 20 mm/70 Mark I                            |
| -------------------------------------------------- | ------------------------------------------ | ------------------------------------------ | ------------------------------------------ | ------------------------------------------ | ------------------------------------------ | ------------------------------------------ | ------------------------------------------ | ------------------------------------------ | ------------------------------------------ |
| Калібр/ довжина ствола, калібрів                   | 406-мм/45                                  | 152-мм/50                                  | 120-мм/40                                  | 40-мм/39                                   | 40-мм/39                                   | 40-мм/39                                   | 40-мм/56                                   | 20-мм/70                                   | 20-мм/70                                   |
| Рік розробки                                       | 1922                                       | 1921                                       | 1925                                       | 1914                                       | 1923                                       | 1923                                       | 1941                                       | 1939                                       | 1939                                       |
| Маса гармати без замка (з замком), кг              | 107 700                                    | 8992                                       | 3010                                       | (249)                                      | (259,5)                                    | (259,5)                                    | (508)                                      | 20,865                                     | 20,865                                     |
| скорострільність п/хв. теоретична                  | 1,5                                        | 5                                          | 15                                         | 200                                        |                                            |                                            |                                            | 450                                        | 450                                        |
| практична                                          |                                            | 4                                          | 8—12                                       | 50—75                                      | 96—98                                      | 96—98                                      | 120                                        | 250—320                                    | 250—320                                    |
| Тип заряджання                                     | картузне                                   | картузне                                   | унітарне                                   | унітарне                                   | унітарне                                   | унітарне                                   | унітарне                                   | унітарне                                   | унітарне                                   |
| Маса пороху, кг                                    | 224,5 кг SC280                             | 14,1 кг SC 150                             | 4,63 кг SC103                              | 0,11 кг HSCT/K 134—055                     | 0,11 кг HSCT/K 134—055                     | 0,11 кг HSCT/K 134—055                     | 0,248 кг Cordite W                         | 0,029 кг NC                                | 0,029 кг NC                                |
| Тип снаряда                                        | бронебійний AP Mark IB                     | коммон CPBC Mark XXVB                      | фугасний                                   | фугасний                                   | фугасний HE LV                             | фугасний HE LV                             | фугасний                                   | фугасний                                   | фугасний                                   |
| Маса снаряда, кг                                   | 929                                        | 45,36                                      | 22,68                                      | 0,9                                        | 0,91                                       | 0,91                                       | 0,894                                      | 0,123                                      | 0,123                                      |
| Початкова швидкість, м/с                           | 788                                        | 898                                        | 749                                        | 585                                        | 585                                        | 585                                        | 853                                        | 844                                        | 844                                        |
| Живучість ствола, пострілів                        | 200—250                                    | 600                                        | 1050—1200                                  | 5000                                       | 5000                                       | 5000                                       | 10 000                                     | 9000                                       | 9000                                       |
| Максимальна дальність, м                           | 34 750                                     | 23 590                                     | 14 780                                     | 3475                                       | 3475                                       | 3475                                       | 9830                                       | 4389                                       | 4389                                       |
| ефективна, м                                       |                                            |                                            |                                            | 1100                                       | 1100?                                      | 1100?                                      | 2700—3200                                  | 1100—1200                                  | 1100—1200                                  |
| досяжність по висоті, м                            |                                            |                                            | 9750                                       |                                            |                                            |                                            | 7160                                       | 3048                                       | 3048                                       |
| Установка                                          |                                            |                                            |                                            |                                            |                                            |                                            |                                            |                                            |                                            |
| Позначення                                         | Mark I                                     | Mark XVIII                                 | HA Mark XII                                | Mark II HA                                 | Mark V                                     | Mark VII                                   | ?                                          | Mark I                                     | Mark IX?                                   |
| Кількість стволів                                  | 3                                          | 2                                          | 1                                          | 1                                          | 8                                          | 4                                          | 4                                          | 1                                          | 2                                          |
| Маса обертової частини, т                          | 1503,68                                    | 76,204                                     | 12,561                                     | 0,711                                      | 15,3                                       | 8,7                                        |                                            | 0,520?                                     | 1,248                                      |
| Кути підйому, °                                    | −3 / +40                                   | −5 / +60                                   | −5 / +90                                   | −5 / +80                                   | −10 / +80                                  | −10 / +80                                  |                                            | −5 / 85                                    | −5 / 85                                    |
| Швидкість наведення вертикальна/горизонтальна, °/с | 10 / 4                                     | 8 / 5                                      | 10/10                                      | ручне                                      | 15/15                                      | 15/15                                      |                                            | ручне                                      | ручне                                      |

#### Зенітна артилерія

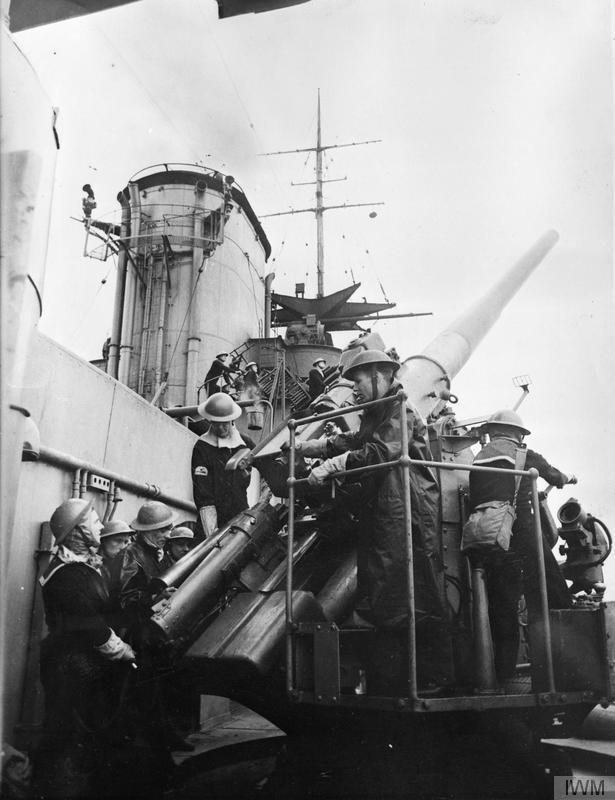
120-мм зенітна гармата Mk VIII

Як зенітки дальньої дії крім 152-мм гармат використовувалися шість 120-мм 43-каліберних гармати Mk.VIII. Вони встановлювалися на незахищених лафетах Mk.XII з кутом піднесення до 90°. Дві гармати були встановлені на юті та чотири — з боків кормової надбудови. Вони мали прийнятні кути обстрілу, але виконати вимоги «Комісії з ППО на бойових кораблях» не вдалося і замість чотирьох гармат у кожному секторі стрільби нові лінкори мали по три, а в деяких секторах лише дві гармати. У теорії прямо по носі могли стріляти всі чотири гармати, розташовані по бортах надбудови. Але за фактом, якщо літак перетинав курс корабля, ціль необхідно було передавати від гармат одного борту до гармат іншого борту. Це могло призвести до втрати наведення на ціль. У корму могли стріляти всі шість гармат. При цьому гармати, розташовані на юті, перекривали кормовий сектор на 41 градус протилежного борту. Для навчальних стрільб кожній гарматі надавався 2-фунтовий ствол.
Максимальний боєзапас за проєктом становив 211 снарядів на ствол і ще додатково 20 димових на весь корабель. За готовності максимальний боєзапас становив по 175 фугасних снарядів на ствол і на корабель 150 освітлювальних та 20 димових-трасуючих. Зазвичай боєзапас у мирний час не перевищував 100 снарядів на ствол.
Штатно зенітне озброєння ближнього радіуса дії повинні були становити чотири 40-мм восьмиствольні автомати «Пом-пом». Але на момент уведення в дію установки виготовити не встигли й на лінкори тимчасово замість них встановили вісім одногарматних 2-фунтових (40-мм) зеніток Mk.II. Чотири зенітки стояли з боків містка на рівні бойової рубки, ще чотири — на кормовій надбудові.
Крім цього до складу озброєння на початку експлуатації входили чотири 3-фунтові салютні гармати «Гочкіс», одна 12-фунтова скорострільна десантна гармата, 10 7,62-мм зенітних кулеметів «Льюїс» на п'ятьох спарених лафетах, ще чотири такі самі кулемети на одинарних лафетах і п'ять 7,62-мм зенітних кулеметів «Вікерс» на лафетах.
Під час другої світової війни склад зенітного озброєння постійно збільшувався і до кінця війни був помітно посилений.

#### Торпедне і протимінне озброєння
Нові лінкори стали першими і єдиними кораблями королівського флоту, які отримали на озброєння торпеди Mk.I калібру 622 мм. Торпеда мала вагу 2552 кг і бойову частину 337 кг ТНТ. При швидкості в 35 вузлів торпеда за 12 хв 51 с могла пройти 13,7 км, а при 30 вузлах — за 20 хвилин 27,5 км. Два підводні бортові торпедні апарати розташовувалися в носовій частині поза броньовою цитаделлю. На швидкісних кораблях, щоб торпеду набігаючим потоком води не заклинило в торпедному апараті, перед пострілом з нього висувалася спеціальна напрямна. Однак при цьому торпеду могло защемити в апараті при занадто великій бортовій або кільовій хитавиці. На «Нельсоні» та «Родні» цю проблему вдалося мінімізувати, зважаючи на їхню невелику швидкість і розміщення торпедних апаратів під невеликим кутом до діаметральної площини. Це дозволило в тому числі відмовитися від висувної напрямної. Звичайний бойовий запас у мирний час становив 10 торпед Mk.I.
До складу озброєння лінкорів входили 4 паравани типу В.V. При цьому спочатку застосовувалися паравани типу В.III**, до вичерпання їхнього запасу на складах.

#### Прилади управління стрільбою
Управління стрільбою головним калібром здійснювалося з носової і кормової бойових рубок. До кожної бойової рубки було надано командно-далекомірний пост (КДП) з 4,57-м далекоміром. Додатково кожна башта головного калібру оснащувалася 12,5-метровим далекоміром. Був також резервний пост управління стрільбою у броньованому куполі на даху носової бойової рубки. Він не мав свого далекоміра і отримував віддаль до цілі з баштових далекомірів.
Управління стрільбою середнього калібру здійснювалося за допомогою розташованих по бортах від КДП головного калібру чотирьох КДП з 3,65 м далекомірами. Усі КДП середнього і головного калібру мали гідравлічний привід.
Під броньовою палубою розташовувався центральний артилерійський пост (ЦАП). У ньому розміщувалася система контролю та управління стрільбою та передавання даних адміралтейського типу Mk.I (модифікована версія «столика Дрейера») та два покажчики типу «S» для управління вогнем середнього калібру.
Зв'язок між ЦАП, бойовими рубками і усіма постами здійснювалася за допомогою системи передачі «асинхронного типу». На відміну від попередньої системи «крок за кроком» дані цілевказання передавалися на більше число постів, а при передачі цілевказання з одного командного поста на інший не була потрібна перевірка синхронності передавання даних. Також нова система не вимагала повторних налаштувань при зникненні напруги в мережі. У цілому система була дорожчою, і через її складність існували побоювання щодо її надійності. При експлуатації було виявлено, що нова система під час роботи на великих швидкостях має меншу точність, ніж стара.
Додатково на платформі постів управління стрільбою були два тактичні 2,74-м далекоміри. Також були шість пеленгаторів (сигналізаторів опромінення) — по два на компасному майданчику, командирському та адміральському містках.
Для управління бойовими прожекторами були чотири прилади «Evershed» — по два на платформі постів управління стрільбою і на командирському містку. Ще два прилади «Evershed» на командирському містку використовувалися для наведення при стрільбі освітлювальними снарядами.
Для управління зенітним вогнем позаду надбудови на рівні інших постів управління стрільбою розміщувалась спеціальна рубка. На платформі зверху рубки, по бортах, розташовувались два відкриті пости. У середині платформи розміщувався 3,65-м зенітний далекомір, візир системи «Evershed» і покажчики зміни пеленга на ціль. Обчислювальний пост для зенітної стрільби розташовувався поруч з рубкою .
Для управління торпедною стрільбою призначалися два пости з боків димової труби. Кожен з них був оснащений 4,57-м далекоміром. Візири торпедної стрільби розміщувалися з боків платформи адміральського містка.

#### Радіотехнічні засоби
До початку війни на озброєнні лінкорів стали з'являтися радари. Склад радіолокаційних станцій (РЛС) постійно змінювався, а кількість зростала відповідно до їхнього розвитку. Першими були встановлені РЛС метрового діапазону для виявлення повітряних цілей. Згодом були встановлені станції сантиметрового діапазону — артилерійські РЛС та РЛС виявлення надводних цілей. 1943 року німці розробили керовані авіабомби. Вони керувалися по радіо, тому для зриву такого наведення на кораблі королівського флоту були встановлені системи постановки завад типу «650», які «глушили» сигнал керування.
| Основні ТТХ радіотехнічних засобів лінкорів типу «Нельсон» | Основні ТТХ радіотехнічних засобів лінкорів типу «Нельсон» | Основні ТТХ радіотехнічних засобів лінкорів типу «Нельсон» | Основні ТТХ радіотехнічних засобів лінкорів типу «Нельсон» | Основні ТТХ радіотехнічних засобів лінкорів типу «Нельсон»         | Основні ТТХ радіотехнічних засобів лінкорів типу «Нельсон» | Основні ТТХ радіотехнічних засобів лінкорів типу «Нельсон» | Основні ТТХ радіотехнічних засобів лінкорів типу «Нельсон» | Основні ТТХ радіотехнічних засобів лінкорів типу «Нельсон» | Основні ТТХ радіотехнічних засобів лінкорів типу «Нельсон» |
| Станція                                                    | Довжина хвилі                                              | Потужність сигналу, кВт                                    | Дальність виявлення, миль                                  | Призначення                                                        | «Родні»                                                    | «Родні»                                                    | «Родні»                                                    | «Нельсон»                                                  | «Нельсон»                                                  |
| Станція                                                    | Довжина хвилі                                              | Потужність сигналу, кВт                                    | Дальність виявлення, миль                                  | Призначення                                                        | вересень 1941                                              | червень 1942                                               | кінець 1 944                                               | травень 1942                                               | кінець 1 944                                               |
| ---------------------------------------------------------- | ---------------------------------------------------------- | ---------------------------------------------------------- | ---------------------------------------------------------- | ------------------------------------------------------------------ | ---------------------------------------------------------- | ---------------------------------------------------------- | ---------------------------------------------------------- | ---------------------------------------------------------- | ---------------------------------------------------------- |
| тип 271                                                    | 10 см                                                      | 5-90                                                       | 10-25                                                      | РЛС виявлення надводних цілей                                      | 1                                                          |                                                            |                                                            |                                                            |                                                            |
| тип 273                                                    | 10 см                                                      | 5-90                                                       | 10-25                                                      | РЛС виявлення надводних цілей                                      |                                                            | 1                                                          |                                                            |                                                            |                                                            |
| тип 79                                                     | 7 м                                                        | 70                                                         | 60                                                         | РЛС виявлення повітряних цілей                                     |                                                            |                                                            |                                                            |                                                            |                                                            |
| тип 279                                                    | 7 м                                                        | 70                                                         | 100                                                        | РЛС виявлення повітряних цілей                                     |                                                            |                                                            |                                                            |                                                            |                                                            |
| тип 281                                                    | 3,5-4 м                                                    | 350                                                        | 120                                                        | РЛС виявлення повітряних цілей                                     | 1                                                          | 1                                                          | 1                                                          | 1                                                          | 1                                                          |
| тип 240                                                    |                                                            |                                                            |                                                            | Система розпізнавання свій-чужий. Антена поверх антени РЛС тип 281 |                                                            |                                                            | 1                                                          |                                                            | 1                                                          |
| тип 282                                                    | 50 см                                                      | 25                                                         | 3,5                                                        | артилерійський радар МЗА                                           |                                                            | 5                                                          | 5?                                                         | 5                                                          | 2?                                                         |
| тип 283                                                    | 50 см                                                      | 25                                                         | 8,5                                                        | РЛС для ведення загороджувального вогню                            |                                                            | 4                                                          | 4                                                          | 4                                                          | 4                                                          |
| тип 284                                                    | 50 см                                                      | 25                                                         | 10                                                         | артилерійський радар ГК                                            | 1                                                          | 1                                                          | 1                                                          | 1                                                          | 1                                                          |
| тип 285                                                    | 50 см                                                      | 25                                                         | 8,5                                                        | артилерійський радар ЗА дальньої дії                               |                                                            | 1                                                          | 1                                                          | 2                                                          | 2                                                          |
| тип 650                                                    |                                                            |                                                            |                                                            | Система постановки завад                                           |                                                            |                                                            | 1                                                          |                                                            | 1                                                          |

#### Авіаційне озброєння

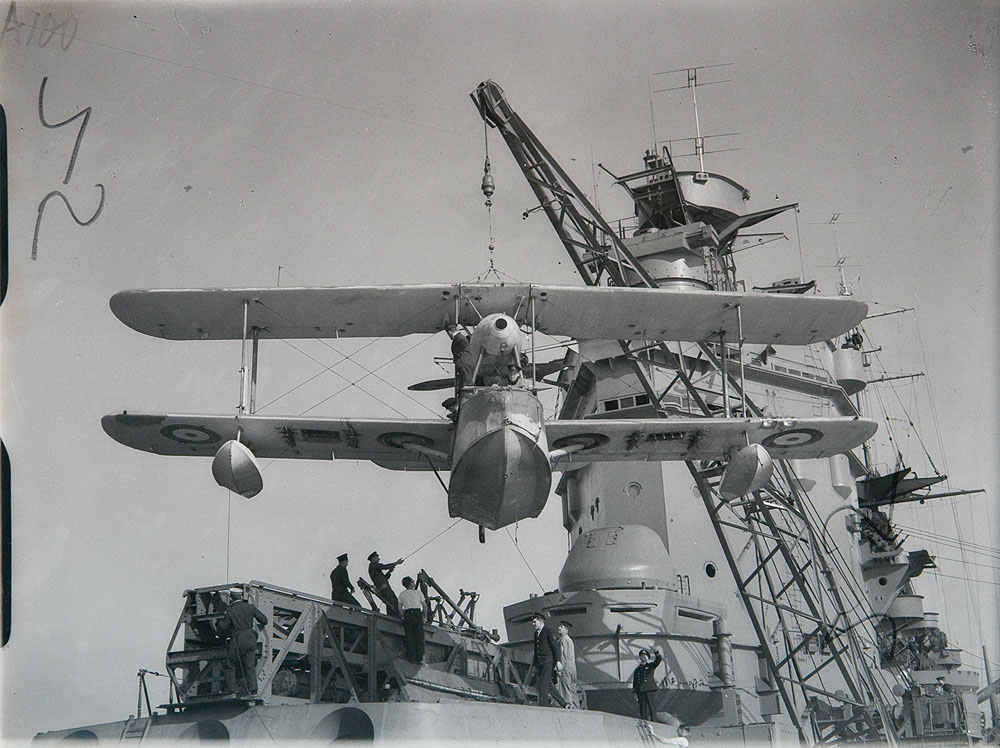
Завантаження гідролітака «Супермарин Валрус» на катапульту лінкора «Родні»

За проєктом лінкори типу «Нельсон» не несли авіаційного озброєння і стали до ладу без нього. Наприкінці 1930-х років було заплановано значну модернізацію лінкорів, під час якої збиралися встановити гідролітак та катапульту для нього. Розглядали два варіанти їхнього розташування. У першому варіанті планувалось встановлення літакового ангара та катапульти на спардеку. За другим варіантом катапульта встановлювалася на даху піднесеної башти «Х» й літак розміщався безпосередньо на ній.
Заплановану модернізацію у повному обсязі до початку війни провести не вдалося і катапульту на башті «Х» отримав лише «Родні» під час ремонту у вересні — листопаді 1938 року. Для підйому гідролітака з води по лівому борту від надбудови був встановлений кран. Роль бортового гідролітака виконував літаючий човен «Супермарин Валрус». Максимальна злітна маса літака становила 3650 кг. Крейсерська швидкість була 154 км/год на висоті 2000 м. Бойовий радіус сягав 266 км. Під час війни виникла потреба у посиленні зенітного озброєння і місце під нього на лінкорі шукали де тільки було можливо. Тому дах башти «Х» вирішили звільнити під додаткові зенітні автомати і під час ремонту з 14 травня 1943 по 31 травня 1943 року у Плімуті катапульту було демонтовано.

### Енергетична установка
Основною проблемою при розробці силової установки була вимога укластися в жорсткі обмеження по водотоннажності. За розрахунками для досягнення швидкості у 23 вузли можна було використати двовальну установку з гвинтами великого діаметра і швидкістю обертання приблизно 160 обертів на хвилину. При розробці проєкту «О-3» розглядалися три варіанти:
- «А» — двовальна установка, за компонуванням подібна проєкту «N-3». Вісім котлів. Машинні відділення попереду від котелень, частота обертання на повному ходу 150 обертів за хвилину.
- «Б» — двовальна установка з розташуванням котельних відділень за стандартною схемою попереду від машинних відділень. Вісім котлів, частота обертання на повному ходу 160 обертів за хвилину.
- «В» — чотиривальна турбоелектрична установка. Максимальна частота обертання 220 обертів за хвилину.

Варіант «В» був дуже масивним і його відкинули досить швидко. При класичному компонуванні варіант «Б» займав менше місця і був легшим. Але при компонуванні проєкту «О-3» ставав виграшним варіант «А». Попередні розрахунки показали, що маса двовальної силової установки потужністю 45 000 к.с. і швидкістю обертання валів у 160 об/хв на максимальному ходу становила 2000 довгих тонн (2032 т). 5 січня 1922 року, після спільного обговорення д'Ейнкортом та начальником інженерного департаменту (англ. Engineer in Chief) й обрали цей варіант. Включаючи допоміжні механізми, вага енергетичної установки не повинна була перевищувати 2000 дов. т.
Після детальніших розрахунків прогнозована маса установки почала збільшуватися. До 9 лютого її вага досягла 2030 дов. тонн, а до 19 травня — вже 2080 дов. тонн (2113 т). 30 травня головний кораблебудівник подав запит начальнику інженерного відділу щодо можливості зменшення ваги установки. 30 червня той відповів, що вагу можливо зменшити лише шляхом збільшення швидкості обертання гребних гвинтів до 180—200 об/хв. При цьому падав ККД гвинтів, зате маса установки знижувалася до потрібного значення. Але від реалізації цієї ідеї відмовилися.
Тривали пошуки економії ваги й у вересні 1922 року в остаточному проєкті енергетичної установки її маса становила 2054 дов. тонн (2087 т). Зниження ваги добились зменшенням ваги допоміжного обладнання, використання алюмінієвих сплавів і зберігання на березі, а не на борту, підйомних механізмів для монтажу турбін. Розглядався також варіант відмови від установки підігріву нафти. Деякі сорти нафти вимагали розігріву перед використанням і це обладнання важило близько 30 т. Але ця пропозиція не була реалізована.
Лінкори типу «Нельсон» отримали двовальну силову установку з приводом від турбінних агрегатів типу Браун-Кертіс з використанням одноступінчастого редуктора. На кожен вал працювали турбіна високого тиску переднього ходу і турбіни низького тиску переднього і заднього ходу. Пара підводилась до турбін високого тиску під тиском 14,1 атм. при температурі перегріву 166°C. Окремих крейсерських турбін не було. Для економії палива на крейсерському ході на кожній турбіні високого тиску була встановлена спеціальна ступінь крейсерського ходу. Діаметр трилопатевих гребних гвинтів становив 5,03 метра з кроком 5,94 м. Проєктна потужність механізмів 45 000 к.с., що за розрахунками дозволяло розвинути 23 вузли при 160 обертах на хвилину для гвинтів. При експлуатації в умовах відкритого моря, максимальна потужність обмежувалася 40 500 к.с., що дозволяло розвинути 22 вузли. Машинна установка розташовувалася попереду котельних відділень і займала два відсіки. Це було зумовлено її великими габаритами, у порівнянні з котельними відділеннями, та бажанням забезпечити максимально можливу глибину підводного конструктивного захисту. У передньому відсіку були розміщені турбіни, у задньому — редуктори. Кожен відсік поздовжньою перегородкою поділявся на два відділення правого і лівого борту.
Парою установку забезпечували вісім водотрубних котлів адміралтейського типу. Кожен котел оснащувався трьома барабанами і пароперегрівником. Максимальний тиск пари становив 17,5 атм. Котли були розбиті на дві групи, кожна у своєму відсіку. Кожен відсік також розбивався поздовжньою перегородкою на два відділення, з розміщенням по одному котлу біля передньої та задньої стінки. Розміщення котельних відділень позаду машинних крім усього іншого дозволило перемістити димову трубу якнайдалі від башт головного калібру і надбудови, що мало знизити задимлення приладів управління артилерійським вогнем.
У проєкті нових лінкорів було значно збільшено кількість обладнання з живленням електроенергією замість пари. У фінальному проєкті довелося піти на зменшення кількості електрогенераторів з восьми до шести, потужністю по 300 кВт кожен. Чотири з них через зубчасту передачу приводилися у рух від турбін, ще два мали привід від дизелів.
«Нельсон» проводив ходові випробування 21 та 28 травня на мірній милі у Вестлі (англ. WestLooe) в Корнуоллі. 24 травня за водотоннажності 33 636 т при досягнутій потужності 46 031 к.с. він розвинув швидкість у 23,55 вузла. 10 серпня 1927 лінкор передали флоту і 15 серпня він увійшов до складу Атлантичного флоту.
«Родні» проводив випробування на тій же мірній милі та 7 вересня 1927 року розвинув швидкість 23,8 вузла при потужності 45 614 к.с. і водотоннажності 33 660 т. Він уведений у дію 7 грудня 1927 року, ставши флагманом Атлантичного флоту.
При бойовій водотоннажності запас палива становив 3807 дов. тонн (3868 т) для «Нельсона» і 3770 дов. тонн (3830 т) для «Родні». Запас дизельного пального становив 162 дов. тонн (164,6 т) для «Нельсона» і 161 дов. тонн (163,6 т) для «Родні». Витрата палива становила 16 дов. тонн на годину (16,25 т/год) на повному ходу і 7,5 дов. тонн (7,62 т) на швидкості в 16 вузлів. Тому запасу палива за розрахунками повинно було вистачити на 5000 миль на повному ходу і на 7000 миль за швидкості 16 вузлів.

## Модернізації мирного часу

Запропонована схема встановлення додаткового нижнього броньового поясу

До 1936 року модернізації проводилися на обох лінкорах майже одночасно і відмінності між ними були мінімальними. На початку 1930-х років почалася розробка проєктів нових лінкорів і проводилися великі експерименти з різними схемами бронювання. 1931 року під час дослідного розстрілу дредноута «Емперор оф Індія» снаряд вибухнув на обшивці борту нижче від броньового поясу. Вибух викликав великі ушкодження, через що було зроблено висновок про необхідність розробки захисту від снарядів, що пірнули, для лінкорів типу «Нельсон». Було запропоновано встановити нижній броньовий пояс, який представляв би собою броньований скіс палуби. Також було запропоновано захистити носовий край, забронювавши проміжну палубу.
Зенітне озброєння також було вирішено посилити шляхом зняття 152-мм гармат і встановлення одного з трьох варіантів озброєння:
- По чотири спарені 133-мм універсальні установки по кожному борту, два додаткові автомати «Пом-Пом» та катапульта для гідролітаків поверх башти «Х»;
- По п'ять спарених 114-мм універсальних гармат по кожному борту, два додаткові автомати «Пом-Пом», встановлення літакового ангара та катапульти на спардеку;
- По три спарені 133-мм універсальні установки по кожному борту, два додаткові автомати «Пом-Пом», встановлення катапульти поверх башти «Х».

Велику модернізацію провести до початку 1940 року було неможливо, тому вирішили обмежитися встановленням додаткового бронювання під час капітального ремонту в 1937—1938 роках. Загальний кошторис витрат оцінювався в 330 000 фунтів стерлінгів. Однак корабельні були сильно завантажені й роботи були розпочаті лише на «Нельсоні», а щодо «Родні» в грудні 1938 року було прийняте рішення відкласти роботи.
Але і на «Нельсоні» повний обсяг робіт з посилення бронювання провести не вдалося. Обмежились встановленням додаткового бронювання в носовій частині. Під час ремонту в Портсмуті з кінця 1937 до січня 1938 року на проміжній палубі були настелені шари плит завтовшки 70 і 76 мм. Для безпосереднього захисту льохів на палубі платформи між 80 і 84 шпангоутами настелили шар 102-мм плит і встановили по 80 шпангоуту поздовжню перегородку.
Всього ж до війни були проведені наступні модернізації та зміни зовнішнього вигляду.

### «Нельсон»
При уведенні в дію в 1927 році.
Два ряди вікон на рівні капітанського містка, адміральський місток зміщений у корму стосовно капітанського. Були встановлені 8 одногарматних 40-мм зеніток — чотири на платформі на рівні бойової рубки, чотири в кормі на шлюпковій палубі.
1930 рік
Замість старого зенітного директора встановлений новий HACS Mk I. Форма платформи управління артилерійським зенітним озброєнням (УАЗО) змінена з ромбовидної на округлу. Облаштована нова компасна платформа на рівні адміральського містка, що розширило його до переднього краю надбудови. Верхній край вікон на капітанському містку зашитий. Під нижніми вікнами надбудови встановлені екрани для відбиття дульних газів. По бортах надбудови під вікнами капітанського містка влаштовані неширокі спонсони.
1931—1932 рік
На надбудові на містку був встановлений 2,74 м далекомір. Радіостанцію «тип 71.FM» замінили на «тип 75».
1933 рік
Додані трапи в нижній частині надбудови.
1934 рік
Демонтований директор торпедної стрільби по правому борту, на його місці змонтована восьмигарматна установка Mk.V 40-мм зенітних автоматів «Пом-Пом». Одногарматні 40-мм автомати зняті. По правому борту надбудови в нижній частині рубки влаштований спонсон. Антена радіопеленгатора встановлена на брам-стеньзі фок-щогли. Директор Mk I зенітних автоматів «Пом-Пом» встановлено на платформу управління артилерійським озброєнням (УАО).
1935 рік
З внутрішнього прожекторного містка зняті 18-дюймові сигнальні прожектори. У задній частині платформи УАО встановлена велика рубка. По лівому борту від надбудови на верхній палубі встановлений кран для авіаційних випробувань, залишений після їхнього закінчення. За задніми кутами надбудови на рівні прожекторного містка влаштовані платформи з 12,7-мм кулеметами у чотириствольній установці Mk I на кожній.
1936 рік
36-дюймові бойові прожектори замінені на 44-дюймові.
1937 рік
Платформа УАО продовжена вперед до рівня інших містків. Торпедний директор лівого борту знятий, на його місці встановлено восьмигарматну установку Mk.V 40-мм зенітних автоматів «Пом-Пом». Тимчасово на передню 120-мм установку лівого борту встановлений щит. Знятий до березня 1938 року. Букви «NE» нанесені на дах вежі «Х». Зафарбовані до вересня 1939 року. На вежу «В» нанесені розпізнавальні знаки нейтралітету — червоні, білі і сині смуги.
Червень 1937 — січень 1938 року. Ремонт в Портсмуті.
Кермовий механізм доопрацьований з метою отримання більшої стійкості до підводних вибухів. Настелене додаткове бронювання на проміжну палубу в носовій частині. На зенітній платформі були зняті директор HACS Mk I та зенітний обчислювальний пост, який перенесли у відсік нижче від броньової палуби. Встановлено два зенітні директори HACS Mk III. Передній був розміщений вище ніж задній. Саму зенітну платформу для розміщення нових директорів було розширено. Розширена й платформа УАО, тепер вона закінчувалась в носовій частині врівень з нижчими містками. Змінено забарвлення шлюпок.

### «Родні»
1927 рік, при будівництві.
2 ряди вікон на капітанському містку. Адміральський місток у задній частині надбудови. Встановлено вісім одногарматних 40-мм автоматів: чотири на платформі з боків надбудови, 4 в кормовій частині шлюпковій палуби.
1930 рік.
На платформі УАЗО встановлений новий зенітний директор HACS Mk I замість старого зенітного директора. Форма платформи УАЗО замість ромбовидної стала круглою.
1931 рік.
Верхній ряд вікон на капітанському містку зашитий листовим матеріалом, під нижнім рядом вікон встановлено розсікачі дульних газів.
1931—1932 рік.
Радіостанцію «тип 71.FM» замінили на «тип 75».
1932 рік.
2,74 м («9 футовий») далекомір встановлений у задній частині платформи УАО. На надбудові позаду бойової рубки встановлений спонсон. Ніякого обладнання на ньому розміщено не було. У стінці надбудови позаду нього зроблений трикутний виріз. Знятий КДП торпедного озброєння по правому борту. На його місці встановлено восьмигарматну установку Mk V 40-мм автоматів «Пом-Пом». Одногарматні 40-мм автомати зняті.
1934 рік.
На платформі УАО встановлені директори Mk I для управління «Пом-Помами».
1935 рік.
Далекомірний майданчик на платформі УАО розширений у корму. Знятий КДП торпедним озброєнням по лівому борту. На його місці змонтована восьмигарматна установка Mk V 40-мм автоматів «Пом-Пом». По кормових кутах надбудови на рівні прожекторної платформи на спонсонах змонтовані дві чотирикулеметні установки Mk II 12,7 мм кулеметів.
1936 рік.
Відкрита компасна платформа влаштована поверх колишньої закритої, попереду вікон адміральського містка. Перед вікнами адміральського містка встановлені розсікачі вітру. Внутрішні сигнальні 457-мм прожектори зняті з прожекторної платформи. 914-мм бойові прожектори замінені на 1117-мм.
1937 рік.
Розпізнавальні знаки нейтрального судна нанесені на вежу «В» — червоні, білі та блакитні смуги.
Вересень 1938 — листопад 1938 року.
Кермовий привід посилений з метою кращого протистояння підводним вибухам. На вікнах капітанського містка в нижній частині встановлені щитки, що зменшило їхній розмір. Знято брам-стеньгу з грот-щогли. Встановлено фок-щоглу на платформу УАЗО. Встановлено катапульту на башту «Х». Для роботи з гідролітаками встановлений кран на верхній палубі по лівому борту від надбудови. На юті встановлена восьмигарматна установка Mk VI автоматів «Пом-Пом». На топах фок і грот-щогли встановлені антени радара виявлення повітряних цілей типу «79Y»  — перший радар на британському лінкорі.
Підсумки модернізацій
До 1939 року для управління вогнем головним калібром на обох лінкорах стояли два закриті КДП і один обчислювальний пост системи Mk.I. Для управління стрільбою середнім калібром стояли чотири КДП і чотири цілевказівники типу «S». Для управління стрільбою автоматів «Пом-Пом» стояли два пости з системою управління стрільбою типу «Mk.I *». Для управління вогнем зеніток на «Нельсоні» стояла система управління стрільбою «Mk.III *», а на «Родні» типу «Mk.I».

## Модернізації часів війни
При позначенні розташування 20-мм гармат, якщо вказується положення більше ніж для однієї установки, це значить що половина цієї кількості встановлена по правому борту, а друга — по лівому. Зенітні установки, що розташовувалися всередині «колодязя», утвореного круговою стінкою, позначені знаком (С).

### «Нельсон»
14 грудня 1939 — 4 січня 1940 року. Ремонт у Лох-Ю.
Встановлено кабель розмагнічувального пристрою.
8 січня 1940 року — 8 червня 1940 року ремонт у Порстмуті і далі до 29 червня 1940 року встановлення радара і його випробування в Гріноку.
Ремонт пошкоджень після підриву на міні. Демонтовані кормові КДП 152-мм гармат. Шлюпкова палуба навколо 120-мм зеніток, що були розташовані на міделі, отримала протиосколковий захист. Знято брам-стеньгу з грот-щогли. На зенітній платформі встановлена фок-щогла. Антена пеленгатора (DF — Direction-finder) перенесена з грот-щогли на фок-щоглу. На місці демонтованих КДП 152-мм гармат встановлені дві восьмигарматні установки Mk VI 40-мм автоматів «Пом-Пом». На юті встановлена одна восьмигарматна установка Mk V «Пом-Пом». Встановлено чотири ПУ 178-мм некерованих зенітних ракет UP — дві на башті «B» і дві на башті «X». На 120-мм гармати встановлені захисні щити. Встановлено радар «типу 279» попередження про повітряний напад, його приймальна антена встановлена на фок-, а передавальна — на грот-щоглі. Рубки приймального і передавального постів розміщені під відповідними щоглами. Антена радіопеленгатора типу «FM.2» встановлена на передній частині містка, а його операторський пост над рубкою РЛС.
З 22 квітня 1941 по 4 травня 1941 року.
Докування в Дурбані.
З 2 жовтня 1941 по 20 квітня 1942 року. Ремонт у Гібралтарі і Розайті.
Демонтований спонсон по правому борту надбудови. Два старі директори для керування «Пом-Помами» замінені на директори Mk III. Додатково встановлено ще три директори — два на грот-щоглі та ще один у кормовій частині на юті. Усі п'ять директорів отримали радари «типу 282». У кормовій частині шлюпкової палуби, навколо грот-щогли, встановлені чотири директори для керування загороджувальним вогнем. Кожен з них оснащений радарною станцією «типу 283».
На платформі бойової рубки по бортах влаштовані пости спостереження за підводними човнами. Антена пеленгатора (DF) знята з фок-щогли. Знятий також зовнішній кабель розмагнічувального пристрою. З передніх вікон містка зняті дефлектори. Демонтовані торпедні апарати. Торпедний відсік розділений перегородками. Знято ПУ 178-мм НКРС-ів. На башті «В» встановлена восьмигарматна установка Mk VI 40-мм «Пом-Помів». Встановлено 13 одиночних установок 20-мм «Ерліконів».
Посилено радіотехнічне озброєння. Як уже згадувалося, встановлені РЛС «типу 282» та «тип 283». На зіркоподібній платформі грот-щогли встановлена РЛС виявлення надводних цілей «тип 273». На носовий директор головного калібру встановлений артилерійський радар «типу 284». На усі зенітні директори HACS встановлені радари «типу 285». Розфарбування корабля змінено на схему «Admiralty Disruptive».
З 21 вересня 1942 по 16 жовтня 1942 року. Ремонт в Розайті.
Поточний ремонт. У передній частині башти «Х» по діаметральній площині встановлена одногарматна установка «Ерлікон» (С), всього їхня кількість досягла 14.
31 травня 1943 — 7 червня 1943 року. Ремонт у Розайті.
На надбудові на рівні прожекторного містка встановлена платформа у вигляді галереї. Знято установки 12,7 мм кулеметів. Кількість одногарматних 20-мм «Ерліконів» довели до 40, встановивши додатково 26 установок.
Дещо змінене камуфляжне розфарбування. Місця, зафарбовані в MS3, на корпусі перефарбували кольором 507С. Частина панелей кольору MS2 перефарбували на MS3.
7 листопада 1943 — 2 грудня 1943 року.
Поточний ремонт у Розайті.
2 квітня 1944 — 7 травня 1944 року. Ремонт у Розайті.
Замінено лейнер 406-мм гармат. У зв'язку з майбутньою участю лінкора в десантній операції у Північній Франції поряд із фок-щоглою встановлено систему постановки завад радіокерованій зброї «типу 650».
З 5 червня 1944 року по 13 січня 1945 року. Ремонт на військово-морській корабельні у Філадельфії, США. Завершення робіт з 1 лютого 1945 до 13 квітня 1945 року в Портсмуті.
Капітальний ремонт турбін. З бойової рубки знятий обертовий броньований ковпак. З грот-щогли прибрано прожектори. З боків капітанського містка встановлені відбивачі вітру. На місцях зберігання шлюпок з обох бортів влаштовані галерейні палуби. Для розміщення додаткових «Ерліконів» знято частину директорів управління «Пом-Помами». Встановлено чотири чотиригарматні установки 40-мм «Бофорс» — дві над носовою бойовою рубкою і дві на шлюпковій палубі перед шлюпками. Для їхнього наведення встановлені чотири директори Mk 51 американського виробництва.
Додатково встановили 21 одногарматний 20-мм «Ерлікон», довівши їхню загальну кількість до 61. Вони були розташовані таким чином:
| Місцезнаходження одиночних «Ерліконів»                       | квітень 1942 | червень 1943 | квітень 1945 |
| ------------------------------------------------------------ | ------------ | ------------ | ------------ |
| на верхній палубі за носовим хвилерізом                      |              | 4            | 8            |
| на верхній палубі позаду башти «Х»                           |              | 2            | 2            |
| на передній кромці даху башти «Х»                            |              | 1 (С)        | 2 (С)        |
| на середній частині даху башти «Х»                           |              | 2 (С)        | 2 (С)        |
| на задній частині даху башти «Х»                             | 2 (С)        | 2 (С)        | 2 (С)        |
| на платформі перед бойовою рубкою                            |              |              | 2            |
| на платформі з боків бойової рубки                           |              | 2            | 2            |
| на платформі позаду бойової рубки, на рівні її даху          | 2 (С)        | 2 (С)        |              |
| на платформі УАО                                             | 2            | 4            | 4            |
| на спонсоні на рівні прожекторного містка                    | 2            | 2            |              |
| на галерейній палубі в кормовій частині прожекторного містка |              | 4            | 6            |
| на верхній палубі між носовими 120-мм гарматами              |              | 6            | 6            |
| на шлюпковій палубі між 120-мм гарматами                     | 2 (С)        | 2 (С)        | 4            |
| на платформі бойової рубки між 120-мм гарматами              |              |              | 4            |
| на галерейного палубі в районі розміщення шлюпок             |              |              | 10           |
| на платформі грот-щогли                                      |              |              | 4            |
| у кормовій частині шлюпкової палуби                          |              | 2 (С)        | 2 (С)        |
| по ДП на шлюпковій палубі позаду 120-мм кормових гармат      | 1 (С)        | 1 (С)        | 1 (С)        |
| на юті між кормовими 120-мм гарматами і «Пом-Помом»          |              | 2            | 2            |

«Нельсон» пофарбували згідно зі стандартною адміралтейською схемою (англ. Admiralty Standard Scheme).
За даними Робертса всього було встановлено 65 20-мм автоматів «Ерлікон», але у квітні 1945 року чотири зняли, тож їхня кількість становила 61. Таким чином всього до кінця війни на «Нельсоні» було встановлено 48 40-мм «Пом-Помів» (6 × 8) 16 40-мм автоматів «Бофорс» (4×4) і 61 одногарматний 20-мм «Ерлікон».

### «Родні»
9 — 29 грудня 1939 року. Ремонт у Ліверпулі.
Під час виходу Home Fleet в Північне море на «Родні» сталася серйозна поломка керма. Лінкор був змушений повернутися в Клайд. Було проведено роботи з посилення передньої частини керма. Ці ж роботи провели і на «Нельсоні». Встановлено зовнішній кабель розмагнічувального пристрою.
24 серпня 1940 — 10 вересня 1940 року. Ремонт у Розайті.
2 одногарматні 20-мм «Ерлікони» встановлені по діаметральній площині на даху башти «В» (С). Радар «типу 79Y» модернізований до рівня «типу 279». Лінкор забарвлений в унікальну схему із застосуванням зеленого, коричневого і 507C (світло-сіриого) кольорів.
18 грудня 1940 по 13 січня 1941 року. Ремонт у Розайті.
Ремонт пошкоджень від шторму. Корабель перефарбований з використанням переважно кольорів 507A (темно-сірого) і 507B (сірого) .
13 червня 1941 — 11 серпня 1941 року. Ремонт у Бостоні.
Знято кормові КДП 152-мм гармат. З боків надбудови на платформі бойової рубки влаштовані пости для спостереження за підводними човнами. Під час ремонту зняті кормові КДП 152-мм гармат, на їхньому місці встановлено дві зенітні восьмигарматні установки Mk.VI «Пом-Пом». Замість двох автоматів «Ерлікон» на башті «В» встановлена чотиригарматна установка Mk.VII 40-мм «Пом-Пом». Радар «типу 279» замінений на «типу 281» з рубкою приймального поста позаду містка і передавального поста позаду грот-щогли. На марсі встановлений радар «типу 271» з рубкою-антеною. Встановлено радар «типу 284». Антена радіопеленгатора типу «FM.2» встановлена на носовій кромці містка, а його операторський пост влаштований зверху приймальні рубки радара «типу 281». Прибрано спонсон праворуч від бойової рубки. По бортах від рубки на платформі влаштовані пости спостереження за підводними човнами. Дещо змінена конфігурація містка.
17 лютого 1942 — 3 травня 1942 року. Ремонт у Ліверпулі.
Поточний ремонт. Заміна лейнерів на 406-мм гарматах. Прибрано 12,7 мм зенітні кулемети. Платформи цих кулеметів використані для встановлення директорів Mk.III автоматів «Пом-Пом». Всі інші директори «Пом-Помів» зняті. Ще два директори Mk.III встановлені на грот-щоглі та ще один в кормовій частині спардека. Всі директори Mk.III обладнані радаром «тип 282».
По бортах і позаду грот-щогли встановлено чотири директори управління загороджувальним вогнем з радаром «типу 283». Радар «типу 271» замінений на радар «типу 273». Розширено платформу управління зенітним вогнем, при цьому сам пост розміщений на піднесеній поворотній платформі. Встановлено радар «типу 285». Його операторська рубка розміщена на даху поста управління зенітним вогнем, в кормовій частині платформи УАЗО, а антена радара встановлена над рубкою. Встановлено сімнадцять одногарматних 20-мм зенітних автоматів «Ерлікон».
23 серпня 1942 — 19 вересень 1942 року. Ремонт у Розайті.
Ремонт кермового приводу і котлів. Встановлено додатково чотири одногарматні «Ерлікони». Очікуване розташування:
- Два на юті позаду 120-мм гармат, трохи попереду і ближче до борту ніж пара, встановлена раніше;
- Ще два на юті вище від «Пом-Пома» (С);

З 14 травня 1943 по 31 травня 1943 року. Ремонт у Плімуті.
Знято катапульту. На 120-мм гармати встановлені щити. Встановили 36 одиночних «Ерліконів» (за даними Робертса — 35), довівши їхню загальну кількість до 57.
| Місцезнаходження одиночних «Ерліконів»                                                               | травень 1942 | червень 1943 |
| --- | ------------ | ------------ |
| на верхній палубі перед носовим хвилерізом                                                           |              | 10           |
| на верхній палубі навпроти башти «В» за хвилерізом                                                   | 2 (С)        | 2 (С)        |
| на задньому краї даху башти «В»                                                                      |              | 2 (С)        |
| на передньому краї даху башти «Х» (ймовірно)                                                         |              | 2            |
| на задньому краї башти «Х»                                                                           | 2 (С)        | 2 (С)        |
| на верхній палубі позаду башти «Х»                                                                   |              | 4            |
| на даху броньового ковпака бойової рубки                                                             |              | 1 (С)        |
| на даху бойової рубки                                                                                | 1            | 2            |
| по боках бойової рубки                                                                               | 2            | 2            |
| на піднесеній платформі позаду бойової рубки                                                         | 2 (С)        | 2 (С)        |
| на платформі УАО                                                                                     | 2            | 4            |
| на верхній палубі позаду містків                                                                     | 2 (С)        | 2 (С)        |
| на шлюпковій палубі між 120-мм гарматами                                                             | 2            | 2            |
| на верхній палубі — по одній установці перед кожною 152-мм баштою                                    |              | 6            |
| на верхній палубі позаду кормових 152-мм башт                                                        |              | 2            |
| на даху кормових 152-мм башт                                                                         |              | 2            |
| у кормовій частині шлюпкової палуби                                                                  |              | 2            |
| поверх кормового директора                                                                           |              | 1            |
| на юті перед кормовою установкою «Пом-Пом»                                                           |              | 2            |
| на юті позаду 120-мм гармат, трохи попереду і ближче до борту від попередньої пари гармат (ймовірно) |              | 2            |
| по діаметральній площині в кормовій частині шлюпкової палуби                                         |              | 1            |
| на юті на майданчику над кормовим «Пом-Помом»                                                        | 2            | 2            |
| ЗАГАЛОМ                                                                                              | 17           | 57           |

Додані п'ять двоствольних установок «Ерлікон»:
- 2 на верхній палубі безпосередньо під другими 120-мм гарматами (С);
- 2 на шлюпковій палубі позаду одногарматних установок «Ерлікон»;
- 1 на правій стороні даху башти «В» (С)

Камуфляжне забарвлення нанесене на верхню палубу.
З 6 листопада 1943 до 16 грудня 1943.
Підготовлені креслення для повної модернізації, але ці плани так і не здійснили. Камуфляжне забарвлення видалено з верхньої палуби (Крафт 136).
18 січня 1944 — 30 березня 1944 року. Ремонт у Розайті.
Корпусні роботи для усунення течі. Знято торпедні апарати. Встановлено два одногарматні «Ерлікони», місцезнаходження невідоме. Загальна кількість одногарматних «Ерліконів» таким чином доведена до 59 (За даними Робертса — до 58). Встановлено «глушилки» «типу 650» для постановки завад системі наведення радіокерованих бомб. Місцезнаходження невідоме.
З 30 серпня 1944 по 11 вересня 1944 року. Плімут.
Терміновий ремонт, найімовірніше пов'язаний з необхідністю усунення пошкоджень від дульних газів 406-мм гармат під час обстрілу берега в Нормандії.
15 жовтня 1944 по 30 березня 1944.
Поточний ремонт у Розайті.
Наприкінці 1945 року на лінкорі було 44 40-мм «Пом-Поми» (5х8 та 1х4), та 69 20-мм «Ерліконів» (5х2 і 59х1).

## Служба
| Корабель  | Корабельня          | Закладка          | Спуск на воду   | Введено в дію  | Доля                                                          |
| --------- | ------------------- | ----------------- | --------------- | -------------- | ------------------------------------------------------------- |
| «Нельсон» | Armstrong Whitworth | 15 листопада 1924 | 16 березня 1926 | 28 червня 1927 | У 1948 році виключений зі списків флоту. Розібраний на метал. |
| «Родні»   | Cammell Laird       | 15 вересня 1924   | 30 березня 1926 | 12 липня 1927  | У 1948 році виключений зі списків флоту. Розібраний на метал. |

Після завершення будівництва обидва лінкори увійшли до складу Атлантичного флоту, який у 1932 році був реорганізований у Флот метрополії. «Нельсон» з моменту введення в дію до грудня 1940 був його флагманом. На короткий період з січня по серпень 1940 року тимчасово флагманом ставав «Родні». Обидва лінкори активно використовувалися в роки війни, велику частину часу проводячи в походах.

### «Нельсон»
На початку війни в 1939 році «Нельсон» зробив чотири виходи в Північне море для перехоплення німецьких рейдерів і охорони норвезьких конвоїв. При поверненні з п'ятого походу 3 грудня 1939 року на вході в Лох-Ю лінкор підірвався на магнітній міні, яку виставив німецький підводний човен «U-31». Вибух стався під носовим краєм, поза цитаделлю. Обшивка була втиснута на 1,2 м, але витримала, давши лише невелике протікання. Затоплення були невеликими і обмежилися кількома відсіками в носовій частині. Загиблих не було, але кількість поранених становила 74 людини. «Нельсон» відстоювався в Лох-Ю поки не протралили фарватер, а потім його перевели у Портсмут, де до серпня 1940 року на ньому проводили ремонт.
Після повернення у стрій у вересні 1940 року брав участь в авіаносному рейді до Норвегії (операція «DF»). У листопаді 1940 року залучався до пошуків у Північній Атлантиці «кишенькового лінкора» «Адмірал Шеер». На початку 1941 року займався прикриттям атлантичних конвоїв. У березні 1941 року взяв участь у рейді до Лафотенских островів (операція «Клеймор»), прикривав мінні постановки між Фарерськими островами та Ісландією (операція «SN69»). З травня прикривав у Південній Атлантиці конвої, що йшли навколо мису Доброї Надії. У червні 1941 року повернувся в Англію і згодом був переведений до складу «з'єднання Н». Взяв участь у проведенні конвоїв на обложену Мальту — операції «Сабстанс» у липні та «Гальберд» у вересні. 27 вересня 1941 року на південь від Сардинії лінкор був атакований італійською авіацією та отримав влучання авіаційною торпедою у лівий борт з носового боку перед баштою «А», поруч з місцем підриву на міні. «Нельсон» прийняв 3700 т води, що призвело до збільшення осадки носом на 3,3 м. На Мальті провели тимчасовий ремонт, а відновлювальний ремонт провели у Розайті і він тривав до березня 1942 року. Увійшов до складу Флоту Метрополії та в серпні взяв участь у проведенні чергового конвою на Мальту — операції «П'єдестал». Потім був переведений до складу «З'єднання H». Брав участь в операціях «Торч» (висадка в Північній Африці), «Хаскі» (висадка на Сицилії), «Еваланш» (висадка біля Салерно) і висадці в Калабрії у серпні 1943 року (операція «Хаммер»).
У жовтні 1943 року повернувся до складу Флоту Метрополії. У червні 1944 року взяв участь в операції «Оверлорд». 18 червня біля узбережжя Нормандії підірвався на магнітній міні та був відправлений у США для ремонту. Ремонт проводився в Філадельфії до січня 1945 року і завершився у квітні 1945 року в Англії. У квітні 1945 року «Нельсон» пішов в Індійський океан де зі Східно-Індійським флотом обстрілював у липні 1945 року берегові укріплення на острові Пхукет (операція «Лайвер»), приймав капітуляцію японських військ у серпні на Пінангу (операція «Юрист») і у вересні в Малайї (операція «Зіппер»).
Повернувся до Англії в листопаді 1945 року і до квітня 1946 року був флагманом Флоту Метрополії. Потім його переведено у статус навчального корабля, а в жовтні 1947 року виведено в резерв. 19 травня 1948 його виключили зі списків флоту і пізніше використовували як навчальну мішень для пілотів палубної авіації. У січні 1949 року його продали на злам і 15 березня 1949 року він прибув на корабельню для розбірки на метал.

### «Родні»
«Родні» у 1939 році здійснив п'ять виходів у Північне море для прикриття конвоїв із залізною рудою з Норвегії або для спроби перехопити німецькі рейдери — двічі у вересні, один у жовтні та два в листопаді. Під час п'ятого виходу в море 28 листопада 1939 року він отримав серйозні пошкодження керма і був змушений повернутися в Клайд, ставши на ремонт в Ліверпулі з 9 по 29 грудня.
На початку 1940 року на «Родні» було виявлено протікання обшивки між водонепроникними перегородками по 9 та 16 шпангоутах. Як тимчасове рішення корпус залатали і посилили у цьому місці балками. Лінкор брав участь у Норвезькій компанії, під час якої 9 квітня 1940 року біля узбережжя Норвегії потрапив під напад німецької авіації. Отримав влучання 500-кг бомби в район машинних відділень. Бомба, на щастя для «Родні», відскочивши від броньової палуби, не розірвалася, тому пошкодження були невеликими. Більшу проблему створили два близьких розриви бомб. Це призвело до посилення протікання.
Для запобігання висадці німецьких військ в Англії з червня по серпень 1940 року лінкор базувався в Розайті. У вересні він здійснював прикриття авіаносного рейду в Норвегію, а в листопаді брав участь у пошуку «кишенькового лінкора» «Адмірал Шеєр». Під час сильного шторму 6-8 грудня 1940 року усі приміщення нижче від проміжної палуби були затоплені і відкрилася теча між 60 і 80 шпангоутами. Протікання довелося усувати під час термінового ремонту в Розайті з 18 грудня 1940 по січень 1941 року. Але це не вирішило усіх проблем і повноцінний ремонт зробити вдалося лише в Бостоні, коли в травні 1941 року лінкор був відправлений до США. Початок 1941 «Родні» провів, охороняючи конвої в Атлантиці, 16 березня своєю присутністю запобіг атаці німецьких лінкорів «Шарнхорст» та «Гнейзенау» на конвой НХ-114.
Лінкору був потрібен ремонт, а оскільки британські корабельні були перевантажені, ремонт було вирішено провести у США. У травні 1941 «Родні» пішов до США в конвої військового транспорту (колишнього лайнера) «Британнік». 24 травня лінкор був відкликаний для участі в операції з пошуку та знищення німецького лінкора «Бісмарк». 27 травня 1941 року разом з лінкором «Кінг Джордж V» він потопив німецький лінкор, досягши близько 40 влучень. Під час бою «Родні» випустив 375 406-мм і 716 152-мм снарядів і одну 622-мм торпеду. Пуск торпеди був єдиним випадком її бойового застосування лінкором за всю війну. Влучань у «Родні» при цьому не було, але від власної стрільби була пошкоджена палуба, а частина механізмів постраждали від струсів.
До серпня 1941 «Родні» проходив ремонт у Бостоні, США. Після ремонту «Родні» увійшов до складу «з'єднання Н» на Гібралтарі та у вересні 1941 року взяв участь у проведенні конвою на Мальту (операція «Гальбед»). У листопаді 1941 року повернувся до складу Флоту Метрополії і до січня 1942 року базувався на Хваль-фьорд в Ісландії, забезпечуючи далеке прикриття арктичних конвоїв. З лютого по березень 1942 року ремонтувався в Ліверпулі. 31 травня був спрямований на посилення Східного флоту, але дійшовши до Фрітауна його повернули назад для проведення конвою на Мальту. У серпні 1942 року брав участь у проведенні ще одного конвою на Мальту (операція «П'єдестал»). Після проведення операції служив у складі Флоту Метрополії, а в жовтні 1942 року був переведений до складу «з'єднання Н». Разом з ним брав участь в листопаді 1942 року у висадці в Північній Африці — операція «Смолоскип». А в липні 1943 року у висадці на Сицилії (операція «Хаскі») і у вересні 1943 року у Салерно (Операція «Аваланч»).
У жовтні 1943 року «Родні» повернувся в Англію. З новою силою проявилися протікання. Також на «Родні» з 1940 року відзначалися проблеми з механізмами та пароконденсаторами. Стан лінкора вимагав негайного ремонту, який відклали до модернізації, яка так і не відбулася. У червні-липні 1944 року він брав участь у висадці союзників в Нормандії (Операція «Оверлорд»). Після підриву «Нельсона» на міні «Родні», замість відправки на ремонт, знову повернули в стрій. У серпні 1944 року «Родні» обстрілював німецькі берегові батареї на острові Олдерні в Ла-Манші. Наприкінці серпня — початку вересня прикривав арктичний конвой у СРСР YW-59 і зворотний RA-59A, а в середині вересня — YW-60 і RA-60A. Корабель потребував капітального ремонту, який через завантаженість корабелень ніяк не вдавалося провести. Тому з листопада 1944 року він стояв у Скапа-Флоу без виходу в море. Екіпаж був скорочений на 60 % і лінкор служив як стаціонарний флагман флоту Метрополії. Після закінчення війни в листопаді 1945 року «Родні» був виведений у резерв і в 1948 році виключений зі списків флоту. Лінкор продали на злам і 26 березня 1948 він був переведений на суднорозділочну корабельню.

## Ілюстрації

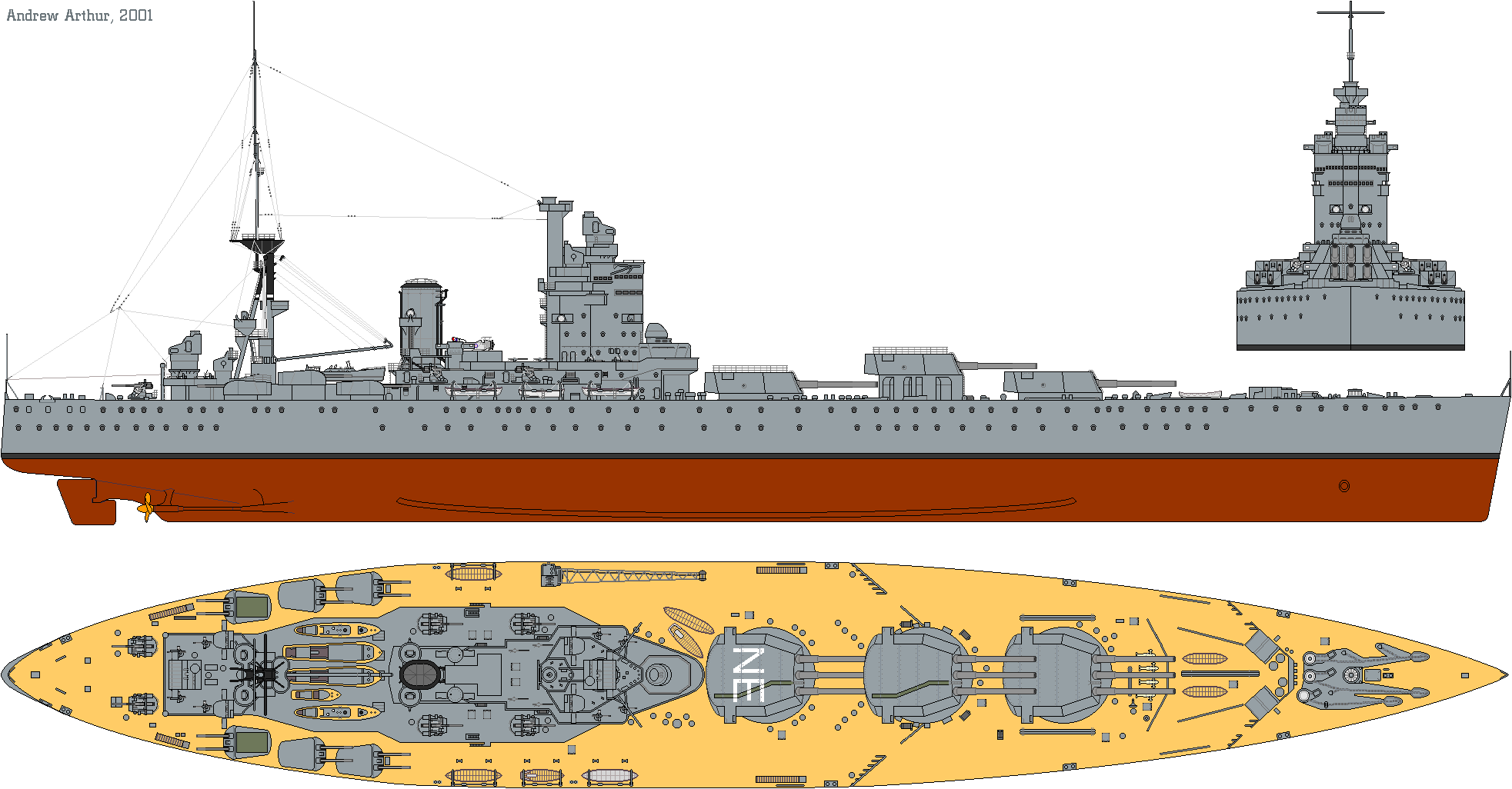
Лінійний корабель «Нельсон». Схема
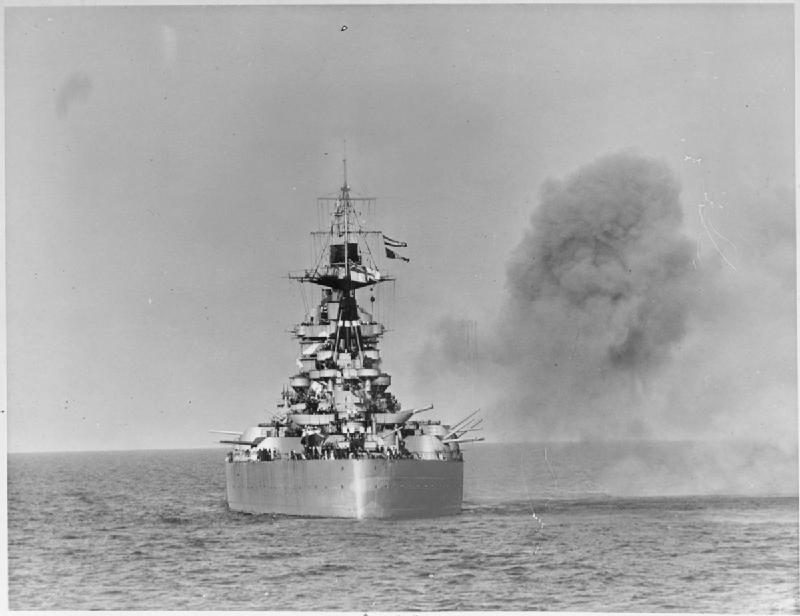
Лінійний корабель «Родні» обстрілює узбережжя Нормандії

## Оцінка проєкту
Лінійні кораблі типу «Нельсон» були багато в чому унікальними кораблями. Вони стали першими лінкорами, побудованими за обмеженнями Вашингтонської угоди. Велика Британія отримала право побудувати їх як відповідь на американські лінкори типу «Колорадо» і японські типу «Нагато». Нові британські лінкори були по суті 23-вузловим варіантом лінійних крейсерів типу «G3». До появи лінійних кораблів типу «Кінг Джордж V» вони були єдиними лінкорами британського флоту, спроєктованими та побудованими з урахуванням досвіду Першої світової війни.
Головною відмінністю від пізніших «швидкохідних» вашингтонських лінкорів була максимальна швидкість. У «Нельсона» і «Родні» проєктна максимальна швидкість становила «усього» 23 вузли — тобто на рівні лінкорів Першої світової вони. Всі інші лінкори, побудовані пізніше з урахуванням вашингтонських обмежень, мали значно більшу швидкість — від 27 до 30 вузлів. Силова установка була досить надійною і мала оригінальну компоновку. На відміну від інших лінкорів, котельні відділення розміщувалися позаду машинних. При обраному для «Нельсонів» компонуванні така схема розміщення виявилася легшою в порівнянні з класичною. Разом з тим, до початку Другої світової війни енергетична установка обох лінкорів була зношена і витрата палива виросла. І хоча в порівнянні з «Кінг Джорджем» проблем у походах з малою дальністю не було, знос механізмів на «Родні» привів до постійних нарікань на роботу силової установки і падіння дальності ходу щодо проєктних значень.
Бажання максимально скоротити протяжність важкого броньового поясу та горизонтального захисту життєво важливих частин спричинили оригінальну схему розміщення башт головного калібру однією групою в носовій частині — три башти за лінійно-піднесеною схемою, середня з піднесенням над іншими. На подібну компоновку крім англійців пішли лише французи, також зосередивши всі башти на лінкорах типу «Дюнкерк» та «Рішельє» в носовій частині. Разом з тим, на французьких лінкорах гармати розміщувалися у двох чотиригарматних баштах. Безумовно вдалим рішенням, що застосовувалося на всіх подальших британських лінкорах, було зведення всіх містків в одну башнеподібну надбудову. Це дозволило краще захистити їх від негоди та надало зручну піднесену платформу для командно-далекомірних постів управління артилерійським озброєнням. Одержаний у результаті вигляд перших британських «вашингтонських» лінкорів був вельми незвичним. Британські матроси жартома навіть називали ці кораблі «сестри-виродки» (англ. Uggly systers). Також вперше в британському флоті, для економії водотоннажності, були використані тригарматні башти. Однак для нових 406-мм гармат обрали невластиву для британського флоту концепцію «легкий снаряд, висока початкова швидкість». У результаті короткий снаряд мав підвищене биття у стволі, через що точність стрільби і живучість ствола були гіршими, ніж у попередньої 381-мм гармати Mk I. При цьому вогнева міць 406-мм гармати була не набагато вищою. Позначилась і відсутність досвіду в розробці тригарматних башт — скорострільність гармат «Нельсона» була також гіршою, ніж у 381-мм гармат, які розміщувалися у двогарматних баштах. Тому суперечки про те, яка британська гармата краща — 381-мм або 406-мм, не вщухають досі. Хоча британська 406-мм гармата поступалася американському і японському аналогам, це була найпотужніша гармата в британському флоті. У порівнянні з 356-мм гарматами нових лінкорів типу «Кінг Джордж V» установки «Нельсона» виявилися і могутнішими і надійнішими. При цьому де-факто противниками «Нельсона» і «Родні» стали німецькі та італійські лінкори зі слабшими 380-мм гарматами.
Зенітне озброєння не задовольняло вимогам навіть на момент проєктування. Замість необхідних чотирьох гармат дальньої дії в кожному секторі, на деяких секторах вогонь могли вести лише три чи навіть дві гармати. У передвоєнні роки прогрес у розвитку авіації призвів до необхідності посилення зенітного озброєння. І в роки війни його постійно доводилося підсилювати, але лише за рахунок встановлення додаткових 40-мм і 20-мм автоматів. Передвоєнні плани з заміни 152-мм гармат на універсальні так і не були реалізовані.
У порівнянні з попередніми британськими лінкорами важливою відмінністю нових кораблів стало застосування схеми бронювання «все або нічого». Попри наявність низки недоліків — відсутність бронювання в носовій частині, вузький броньовий пояс, слабке бронювання середньої артилерії та постів управління артилерією, вважається, що в рамках відведеного ліміту водотоннажності «Нельсони» отримали максимальний захист з усіх можливих. При цьому, як показує досвід бойових дій, достатній захист середньої артилерії та постів управління забезпечити просто неможливо. Захист носової частини посилили шляхом бронювання проміжної палуби, але встигли зробити це лише на «Нельсоні». Конструктивний підводний захист «Нельсонів» був розрахований на протистояння влучанню торпеди із зарядом у 340 кг ТНТ. За результатами випробувань вважалося, що за певних умов підводний захист міг витримати й заряд у 454 кг ТНТ. Однак цей захист був лише в районі цитаделі. У роки війни влучання в «Нельсон» були в носову частину, де підводного захисту не було. При цьому позначився брак у цьому місці стаціонарних помп для відкачування води. У результаті проблеми виникали не лише при бойових пошкодженнях, але і при протіканні крізь обшивку після ушкоджень під час шторму.
Кораблі мали достатню керованість і запас плавучості, добру морехідність. Завдяки розташуванню важких башт у центрі корабля, поздовжня хитавиця на кораблях практично була відсутня. Але через дуже високе значення метацентричної висоти кільова хитавиця мала малий період і велику амплітуду, що спричинило необхідність доопрацювання систем управління стрільбою. Попри всі недоліки лінкори типу «Нельсон» вважаються найпотужнішими британськими лінкорами Другої світової війни, активно використовувалися в багатьох операціях Другої світової війни, а «Родні» заслужив славу «вбивці» «Бісмарка», зігравши головну роль у потопленні німецького лінкора.
| Порівняльні ТТХ лінкорів.                       |                |               |                           |                             |                 |                             |                               |                                 |
| Характеристики                                  | «Колорадо»     | «Нагато»      | «Нельсон»                 | «Кінг Джордж V»             | «Норт Керолайн» | «Бісмарк»                   | «Літторіо»                    | «Рішельє»                       |
| Країна                                          | США            | Японія        | Велика Британія           | Велика Британія             | США             | Третій Рейх                 | Королівство Італія            | Франція                         |
| Рік вводу до ладу                               | 1923           | 1921          | 1927                      | 1940                        | 1941            | 1940                        | 1940                          | 1940                            |
| Розміри Д×Ш×О                                   | 190,2×29,7×9,2 | 213,4×29×9,1  | 216,6×32,3×8,6            | 227,2×32,2×10,2             | 222,1×33×10     | 251×36×8,6                  | 237,8×32,9×9,7                | 247,9×33,1×9,17                 |
| Водотоннажність стандартна, т                   |                |               | 35 560                    | 36 727                      | 37 486          | 41 700                      | 40 724                        | 37 832                          |
| Водотоннажність нормальна, т                    | 32 600         | 33 800        | 36 657                    |                             |                 |                             |                               |                                 |
| Водотоннажність повна, т                        | 33 590         | 38 500        | 38 873                    | 42 076                      | 44 379          | 50 900                      | 45 236                        | 44 708                          |
| Артилерія головного калібру                     | 4×2×406-мм/45  | 4×2×406-мм/45 | 3×3×406-мм/45             | 2×4×356-мм/45 1×2×356-мм/45 | 3×3×406-мм/45   | 4×2×380-мм/47               | 3×3×381-мм/50                 | 2×4×380-мм/45                   |
| Допоміжна артилерія                             | 14×127-мм/51   | 20×140-мм/50  | 6×2×152-мм/45 6×120-мм/50 | 8×2×133-мм/50               | 10×2×127-мм/38  | 6×2×150-мм/55 8×2×105-мм/65 | 4×3×152-мм/55 12×1×90-мм/50   | 3×3×152-мм/55 6×2×100-мм/45     |
| Зенітна артилерія                               | 4×76-мм/50     | 4×78-мм/40    | 8×40-мм/40                | 4×8×40-мм/40                | 4×4×28-мм       | 8×2×37-мм 12×1×20-мм        | 8×2×37-мм 4×1×37-мм 8×2×20-мм | 4×2 — 37-мм 4×4 и 2×2 — 13,2-мм |
| Торпедні апарати                                | 2              | 8             | 2                         |                             |                 |                             |                               |                                 |
| Літаки                                          |                |               |                           | 2                           | 3               | 4                           | 3                             | 3                               |
| Головний броньовий пояс, мм.                    | 343            | 305           | 356-330                   | 356 — 381                   | 305             | 320                         | 70 + 280                      | 330                             |
| Броньова палуба, мм                             | 89             | 76            | 159-95                    | 25 + 127…152                | 37 + 140        | 50…80 + 80…95               | 45 + 90…162                   | 150…170 + 40                    |
| Бронювання башт ГК — лоб/борт/дах, мм.          | 457/254/127    | 305           | 406/279/184               | 324 — 149                   | 406 — 184       | 360 — 130                   | 350 — 150                     | 430 — 170                       |
| Барбети башт ГК, мм.                            | 330            | 305           | 381                       |                             |                 |                             |                               |                                 |
| Бронювання бойової рубки — стінки/дах, мм       | 406/203        | 305           | 356/165                   | 114 — 76                    | 406 — 373       | 350 — 220                   | 260                           | 340                             |
| Енергетична установка, к. с. (швидкість, вузли) | 28 900 (21)    | 80 000 (26,5) | 45 000 (23)               | 110 000 (28,5)              | 121 000 (27,5)  | 138 000 (29)                | 130 000 (30)                  | 150 000 (31,5)                  |